# Cuenca hidrográfica del Tajo

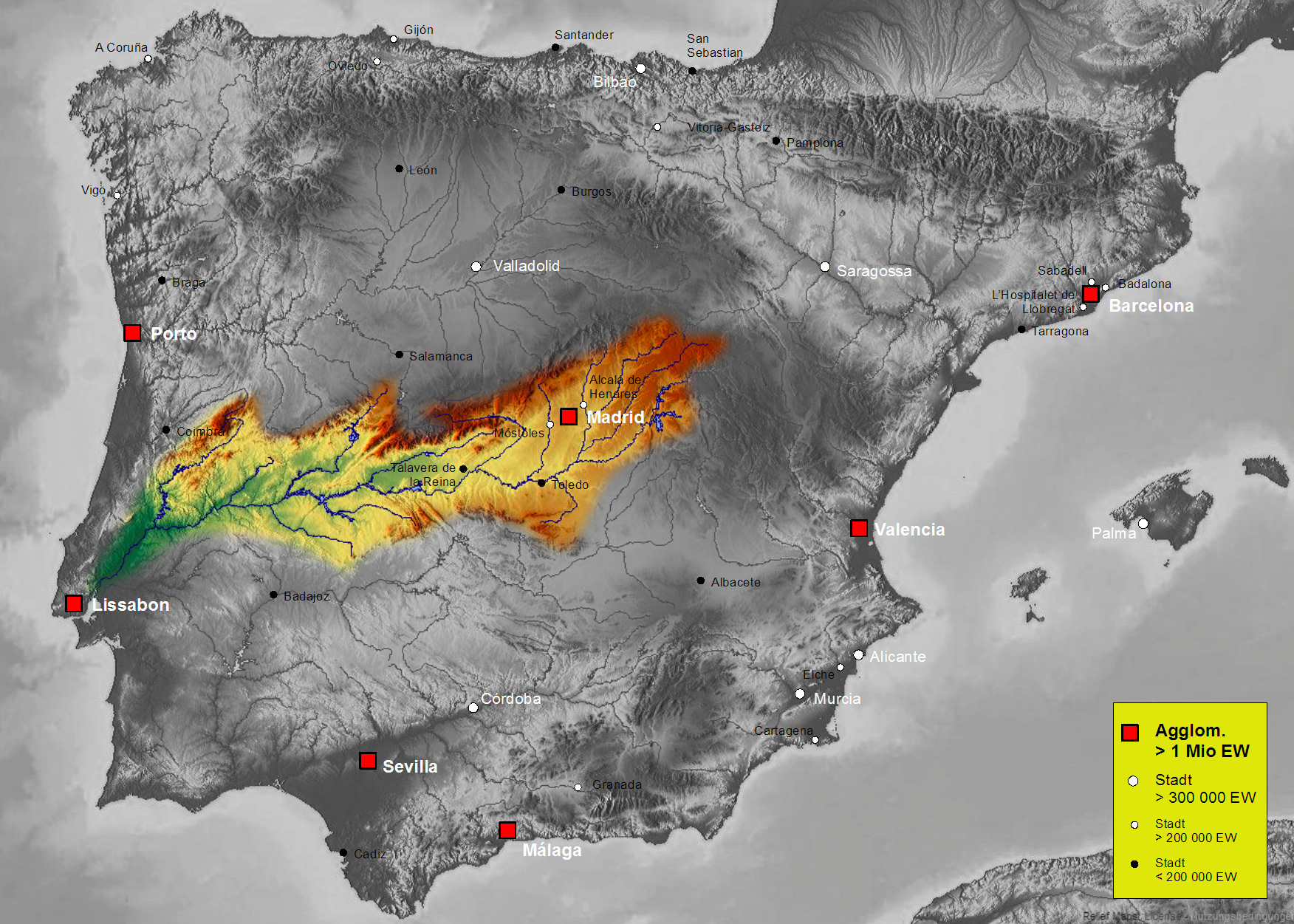
Mapa físico de la cuenca del Tajo.

La cuenca hidrográfica del Tajo es la cuenca hidrográfica del río homónimo que discurre por el oeste de la península ibérica y desemboca en Lisboa. Tiene una extensión de 78 467 km², que se distribuyen en un 66 % (55 645 km²) por suelo español y en un 34 % por tierras portuguesas (22 822 km²).
Es la tercera cuenca de mayor superficie de la península ibérica, después de la del Duero, con 98 258 km², y de la del Ebro, con 82 587 km².
|                 | Tajo España | Tajo total | % España/total |
| --------------- | ----------- | ---------- | -------------- |
| Longitud (km)   | 910         | 1092       | 83,3           |
| Superficie km²  | 55 645      | 83 678     | 66             |
| Población (hab) | 7 000       | 10 000     | 70             |

## Medio físico

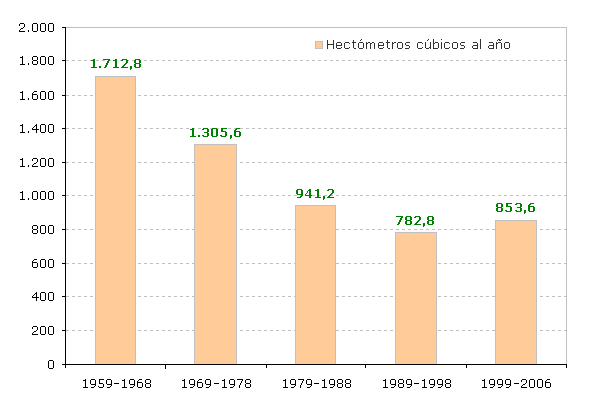
Caudal en el Alto Tajo.

La cuenca del Tajo es una de las más importantes de la península ibérica, por su extensión y por su caudal, siendo la que tiene un mayor peso poblacional de España y la península. Está formada por una superficie alargada con una orientación de este a oeste, el río Tajo discurre desde la sierra de Albarracín, donde tiene su nacimiento, hasta el estuario, Mar de la Paja, junto a Lisboa, por el centro del Macizo Hespérico con una longitud de 910 km, en la zona española, 1092 km de longitud total. La cuenca queda encajada entre la cordillera Central, al norte, los Montes de Toledo y sierra de Montánchez, al sur y la cordillera Ibérica (Serranía de Cuenca y sierra de Albarracín), al este; limitando al norte con las cuencas del Ebro y Duero; al sur con la del Guadiana y al este con la del Ebro y Júcar. El límite occidental, por lo que se refiere al ámbito español, está delimitado por los ríos Erjas y Sever, que forman la frontera con Portugal. En el interior del área definida por estas montañas y por los relieves menores del macizo hercínico, que completa el cierre por el oeste, se estructura en una fosa tectónica rellena por materiales del Terciario, arenas, arcillas, margas, yesos y algunas calizas en los niveles superiores, que constituyen horizontes de colmatación del antiguo lago que ocupaba la depresión originaria.

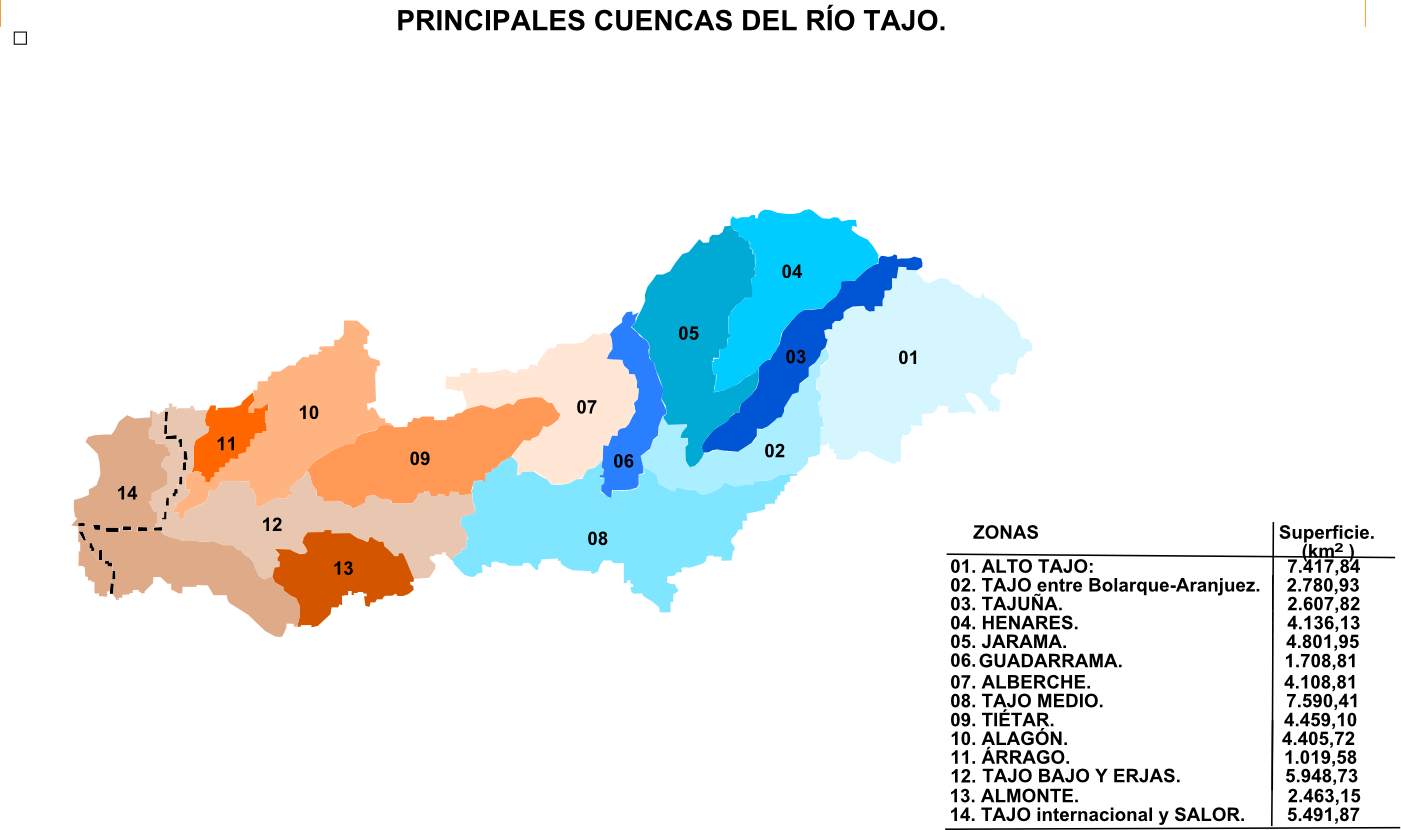
Subcuencas del río Tajo.

Los rebordes montañosos de la cuenca del Tajo solo alcanzan cotas elevadas en el Sistema Central, sobre todo en los sectores medio y oriental (sierras de Béjar, Gredos y Guadarrama), donde se sobrepasan con frecuencia los 2000 m s. n. m.; en la rama de la cordillera Ibérica, solamente sobrepasan los 1800 m s. n. m. algunas cumbres de los montes Universales, mientras en los montes de Toledo las cotas son sensiblemente inferiores. La altitud de la depresión interior son bastante menores, aunque muy variables, disminuyendo con rapidez desde el extremo nordeste al borde occidental, así, mientras en los llanos de La Alcarria las cotas están próximas a los 1000 m s. n. m., en Aranjuez descienden por debajo de los 500 m s. n. m., en Navalmoral de la Mata a 300 y en las tierras al sur de Coria a poco más de 200 m s. n. m. Por ello algunos de los afluentes del sector medio del Tajo han capturado por erosión remontante parte de la original cuenca del Duero, favorecido por los mayores gradientes que determina la diferencia altimétrica entre ambas fosas, los ejemplos más característicos son el Alberche y el Alagón.
La red de ríos tributarios del Tajo es muy disimétrica, los de la margen derecha son los que aportan caudales más abundantes, al recoger las aportaciones del Sistema Central y de la cordillera Ibérica; los tributarios izquierdos son en general más cortos y de escaso caudal, en especial los que tienen su origen en los Montes de Toledo.
Los ríos de mayor longitud de la cuenca del Tajo son:
| Nombre         | Longitud (km) |
| -------------- | ------------- |
| Río Tajo       | 910           |
| Río Tajuña     | 254,1         |
| Río Alagón     | 208,6         |
| Río Jarama     | 204,9         |
| Río Alberche   | 193,8         |
| Río Tiétar     | 175,7         |
| Río Henares    | 172,9         |
| Río Guadarrama | 131,8         |
| Río Salor      | 126,3         |
| Río Almonte    | 122,9         |
| Río Guadiela   | 109,5         |
| Río Gallo      | 107,1         |
| Río Algodor    | 101,2         |
| Río Manzanares | 92            |

## Marco biótico
El marco biótico de la cuenca del Tajo, debido a su geología, geomorfología y climatología, presenta una gran variedad de ecosistemas que incluyen diferentes hábitat y especies protegidos; estos ecosistemas ocupan desde las altas cumbres de las sierras del Sistema Central hasta los valles fluviales del Alto Tajo o las llanuras aluviales de Toledo y Cáceres.
La cuenca del Tajo se puede dividir en dos grandes zonas biogeográficas: la provincia luso-extremadurense, (el centro-oeste), y la provincia castellano-maestrazgo-manchega, (centro-este), estando su límite natural en la confluencia del Alberche. En definitiva, se trata de una diferenciación climato-litológica: el sector calizo al centro-este y los terrenos silíceos al centro-oeste.

### Vegetación

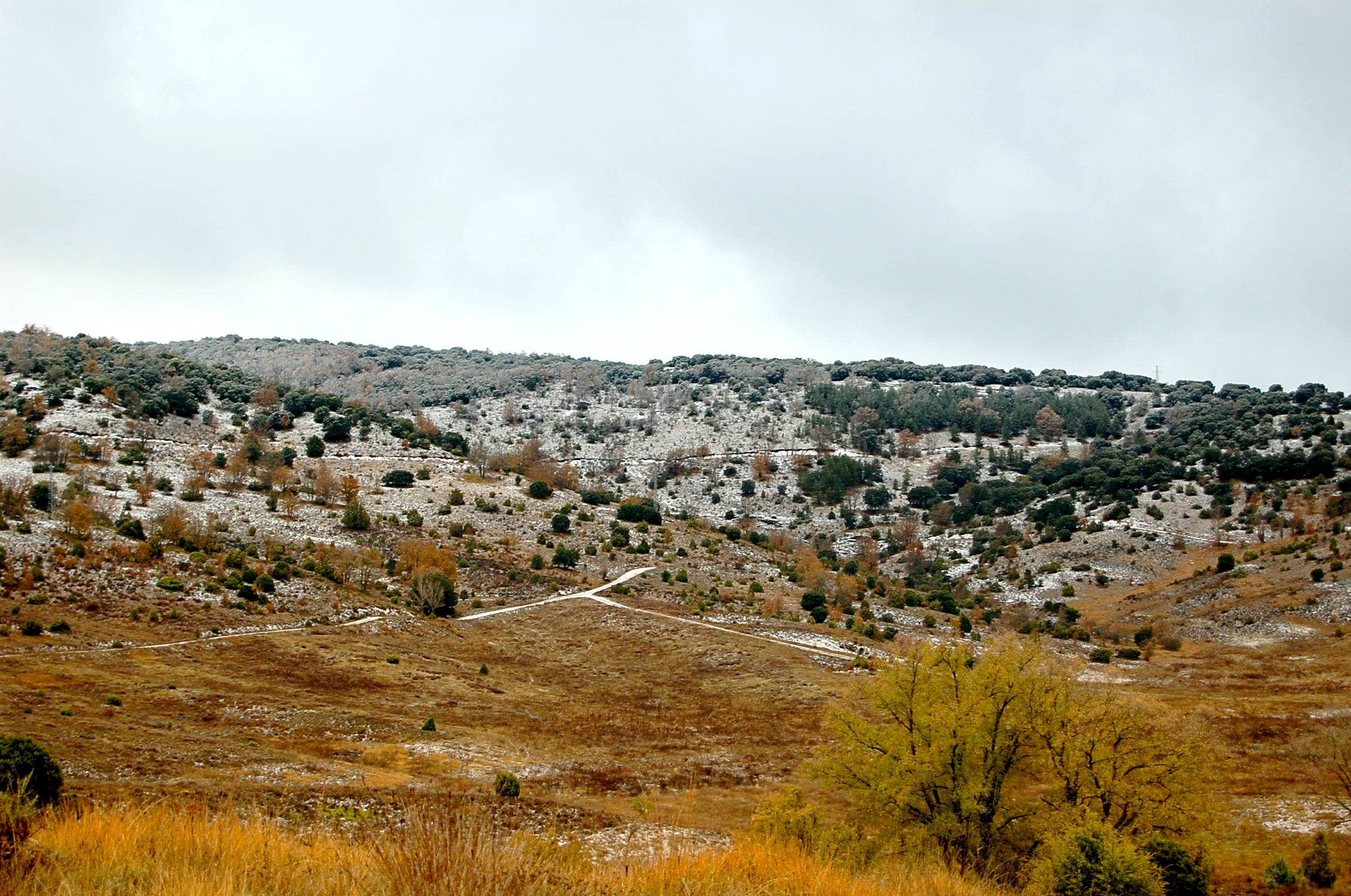
Pisos vegetales en el Tajuña (encinar-quejigar).

De forma general la vegetación de la cuenca es la siguiente; en las altas sierras calcáreas, Serranía de Cuenca y Alto Tajo, tienen una densa cubierta vegetal de bosques aciculifolios dominados por Pinus nigra y Pinus sylvestris, puros o en mezcla, cuando las condiciones climáticas se extreman, el pinar es sustituido por vegetación de paramera o bien de sabinares albares de Juniperus thurifera. Descendiendo en altitud y con la alternancia de exposiciones solana/umbría, aparecen los bosques subesclerófilos de dos tipos: quejigares de Quercus faginea en los fondos de valle y laderas de umbría y ocupando las denominadas alcarrias (son extensos los de Torrecuadrada de los Valles, Brihuega y Jadraque), y los encinares mixtos con quejigos y/o sabina albar en las solanas y terrenos rocosos, principales componentes del valle del Tajuña. Puntualmente, y sobre litología de areniscas se localizan pinares de rodeno o pino negral, Pinus pinaster, como en el cañón del Gallo, Sigüenza o Poyatos, por debajo de estas comunidades se encuentran los encinares puros de carácter continental. Los matorrales más frecuentes en esta zona son las bojedas, sabino-enebrales, sustituyendo a los pinares en las cotas más altas o expuestas y los erizales. Por debajo aparecen los estepares, jarales de Cistus laurifolius, los salviares y los aliagares, también aparecen turberas y cervunales de altura o ligados a suelos hidromorfos.

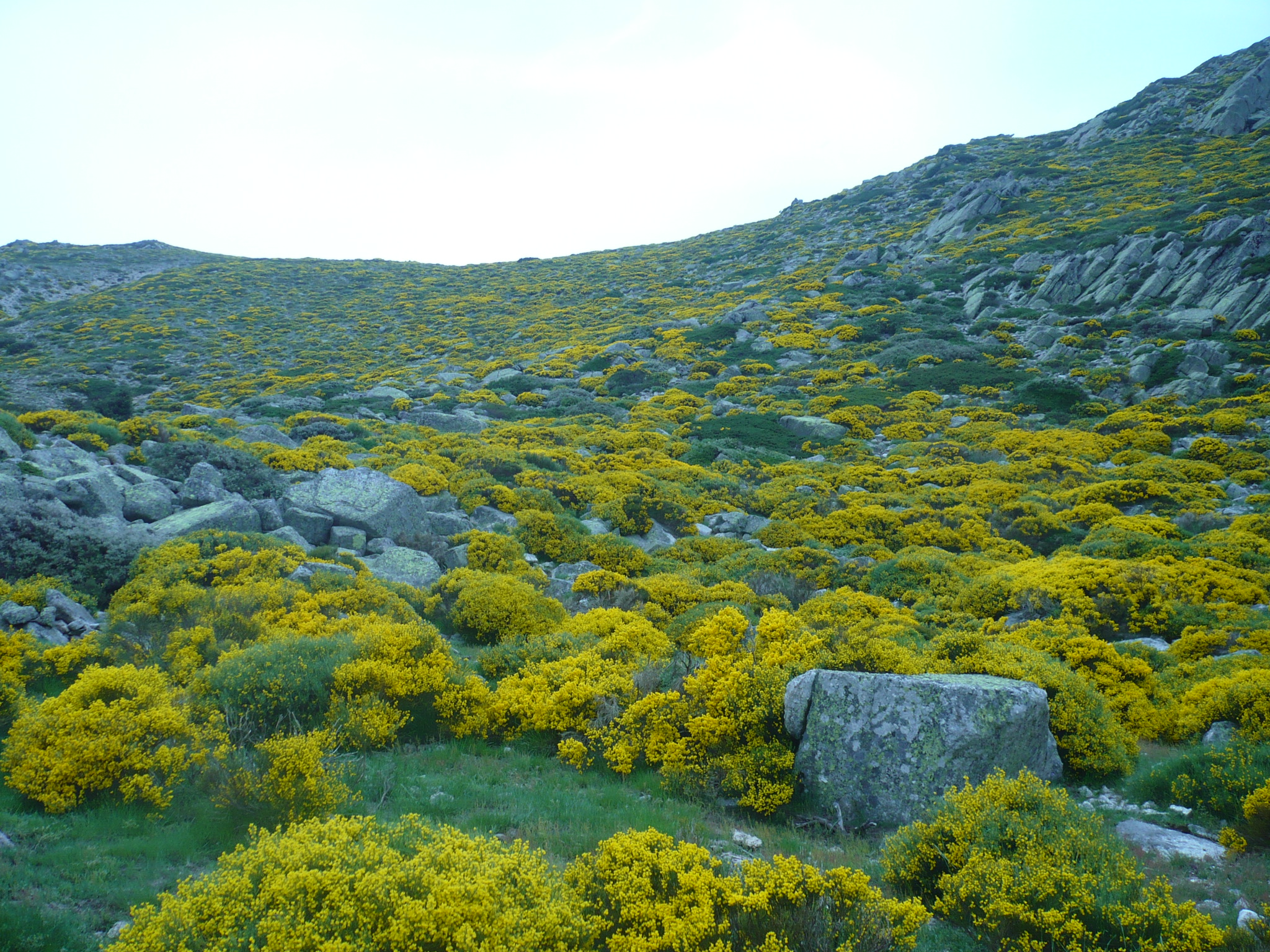
Piornal en flor en la sierra de Guadarrama.

Cuando la termicidad aumenta, bien por el tipo de sustrato o por la altitud, el pinar pasa a ser de pino carrasco, Pinus halepensis, como en Altomira, que es sustituido por el coscojar, romeral o incluso un atochar o espartal. Al norte, el cambio litológico hace que sean frecuentes los pinares de pino albar, Pinus sylvestris, como en la sierra de Pela y Ayllón, estos favorecidos por el hombre, o los importantes pinares del Valle del Lozoya y la cuenca alta del río Guadarrama y Aulencia. Por debajo comienza el dominio del melojar o rebollar de Quercus pyrenaica, en las sierras Ayllón, Somosierra, Guadarrama, parte de Gredos, Gata y Béjar; bien por la acción del hombre o por las condiciones climato-edáficas el rebollar es sustituido por brezales de Erica australis (Somosierra-Ayllón y centro-oeste de Gredos, Béjar y Gata), o por piornales de Cytisus scoparius o escobonales de Genista cinerea (S.ª de Guadarrama y gredos oriental). En altitud, por encima del límite del bosque, el matorral es de Cytisus oromediterraneus y Echinospartum barnadesii.
Por el sur, ya en plena depresión evaporítica del Tajo, aparecen los matorrales gipsófilos tan exclusivos y ricos en especies endémicas y vicariantes, que se extienden desde las estribaciones del Tajo en el embalse de Almoguera y llegan hasta pasado Aranjuez y Borox, estando presentes además en las cuencas bajas del Jarama, Tajuña o Manzanares. Como enlace entre los sustratos yesíferos y los margosos y calcáreos se encuentran los espartal-romerales y coscojares.

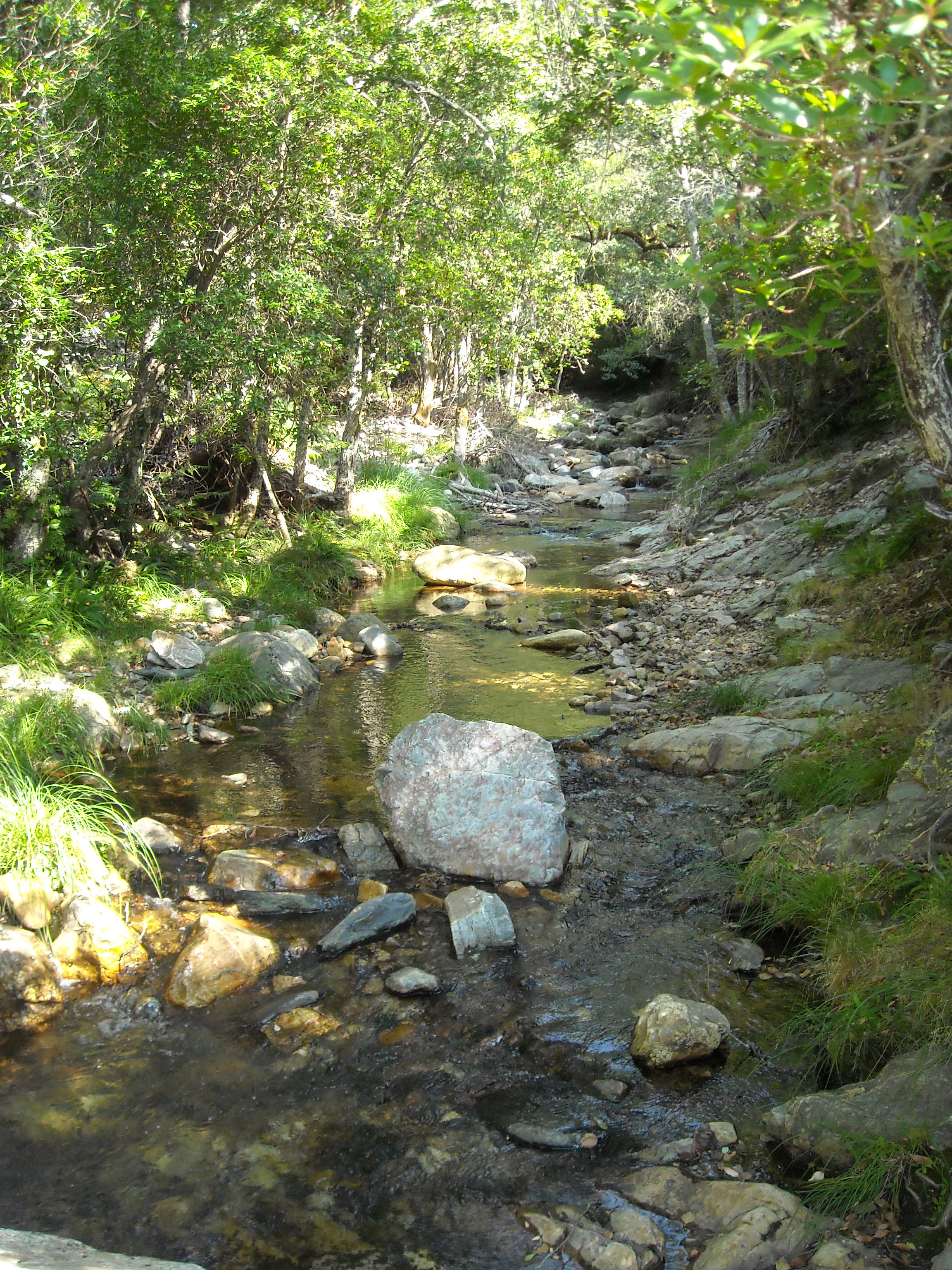
Cauce del río Batuecas.

Descendiendo en altitud desde el Sistema Central o los Montes de Toledo se entra en el dominio propio del encinar y cuanto más al oeste nos desplazamos, el encinar da paso al alcornocal, típica comunidad esclerófila de clara influencia atlántica. Estos encinares se ven sustituidos por diversos tipos de matorral, desde los aulagares y tomillares de las alcarrias, pasando por los jarales pringosos con cantueso y tomillo salsero de la S.ª de Guadarrama o Montes de Toledo, por los piornales de Cytisus multiflorus, por los matorrales de alcayuela y otras cistáceas de porte bajo, o por los extensos retamares de Retama sphaerocarpa frecuentes en la meseta de Toledo y comarcas meridionales de la Comunidad de Madrid.
Las faldas meridionales de las sierras de Guadarrama y Gredos albergan importantes masas de pinar de pino negral, Pinus pinaster, de piño piñonero, Pinus pinea, y relictos de pino laricio, Pinus nigra, estas dos últimas especies principalmente en Gredos y en la cuenca del Cofio-Alberche; entre estas masas alternan bosques de castaño (Alto Hurdano, Peña de Francia, Las Batuecas, Tiétar, valle del Jerte), quejigares de Quercus broteroi (Alto Ibor, Almonte, Gébalo, Salor, etc.).
Al oeste de Toledo y este de Cáceres, Campo Arañuelo, sur de Ávila, valle del Tiétar, y de casi toda Extremadura, son las dehesas de encinares y alcornocales o masas mixtas de los mismos. Las dehesas con aprovechamiento ganadero son un refugio de la diversidad florística, característica del oeste ibérico. Otro tipo de dehesas, las de fresno o rebollo (Fraxinus angustifolia y Quercus pyrenaica) que se localizan en el piedemonte de la sierra de Guadarrama y sierra de Béjar.

### Vegetación de ribera
Para describir estas comunidades vegetales de la cuenca del Tajo, conviene hacer una zonificación que permita agrupar zonas que, respetando las características hidrológicas, presenten características fitosociológicas similares.

#### Alto Tajo

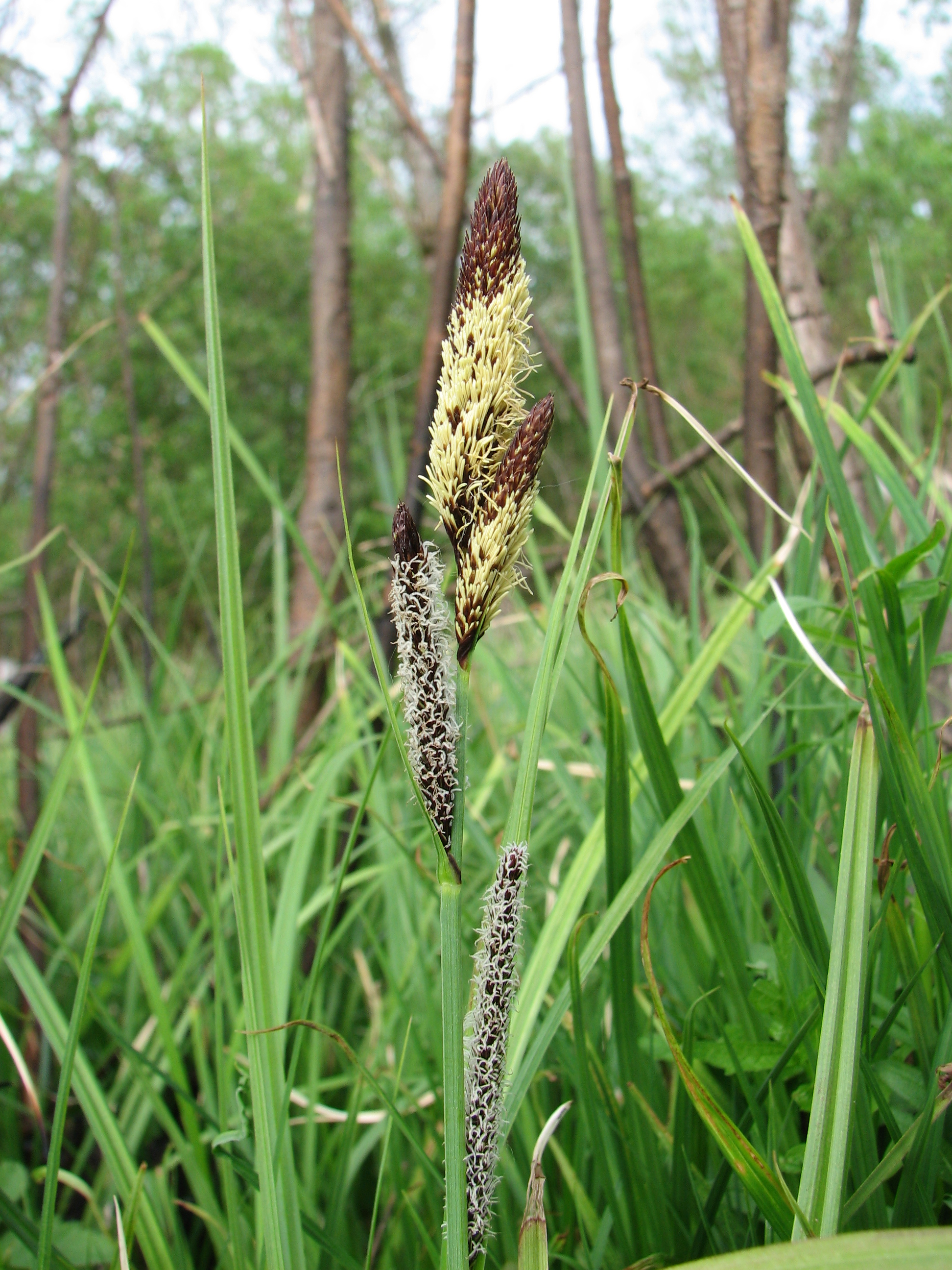
Carex acutiformis.

La vegetación riparia del Alto Tajo está caracterizada por la presencia casi continua de dos tipos de saucedas de carácter calcícola, una de talla arbórea que ocupa las riberas frescas con buen suelo en zonas de media y alta montaña y otra de carácter arbustivo que suele ocupar cauces secundarios, márgenes y lechos de aluvión con un nivel freático elevado en zonas de media montaña y piedemonte.
La primera de las saucedas, corresponden generalmente a la asociación Salicetum purpureo-albae, está compuesta por una o dos bandas de vegetación, condicionada por el perfil del valle, donde dominan los sauces como Salix atrocinerea, Salix alba, Salix fragilis o Salix neotricha. Suelen estar acompañados por otras especies arbóreas como Fraxinus angustifolia, Populus nigra y alba, Corylus avellana o Cornus sanguinea, siempre rodeados de una orla espinosa de zarzas y rosales; dentro de su cortejo aparecen plantas herbáceas como Equisetum ramosissimum, Brachypodium sylvaticum o Carex acutiformis.
Más frecuentes y ampliamente distribuidas en el Alto Tajo se encuentran las saucedas arbustivas calcícolas, alianza Salicion discolori-neotrichae. Son formaciones generalmente densas, las típicas mimbreras, que ocupan los cauces secundarios, márgenes y lechos de aluvión de ríos de aguas duras y de régimen más o menos irregular, con crecidas y estiajes, soportando bien las avenidas; sus especies características son Salix purpurea var. lambertiana y Salix elaeagnos subsp. angustifolia, dominando este último en las zonas más frescas, es frecuente encontrar praderas-juncal e incluso carrizales de la alianza Molinio-Holoschoenion y ejemplares aislados de Populus nigra o P. alba, también aparecen Berberis vulgaris, Viburnum lantana o Ligustrum vulgare. En otras zonas de la cuenca de menor altitud estas saucedas conforman la primera banda de vegetación riparia. Como ejemplos algunos tramos del Tajo en Morillejo, las sucedas del Hoz Seca, alto Cabrillas y numerosos cauces pequeños en esta área.

#### El Tajo entre Bolarque y Toledo

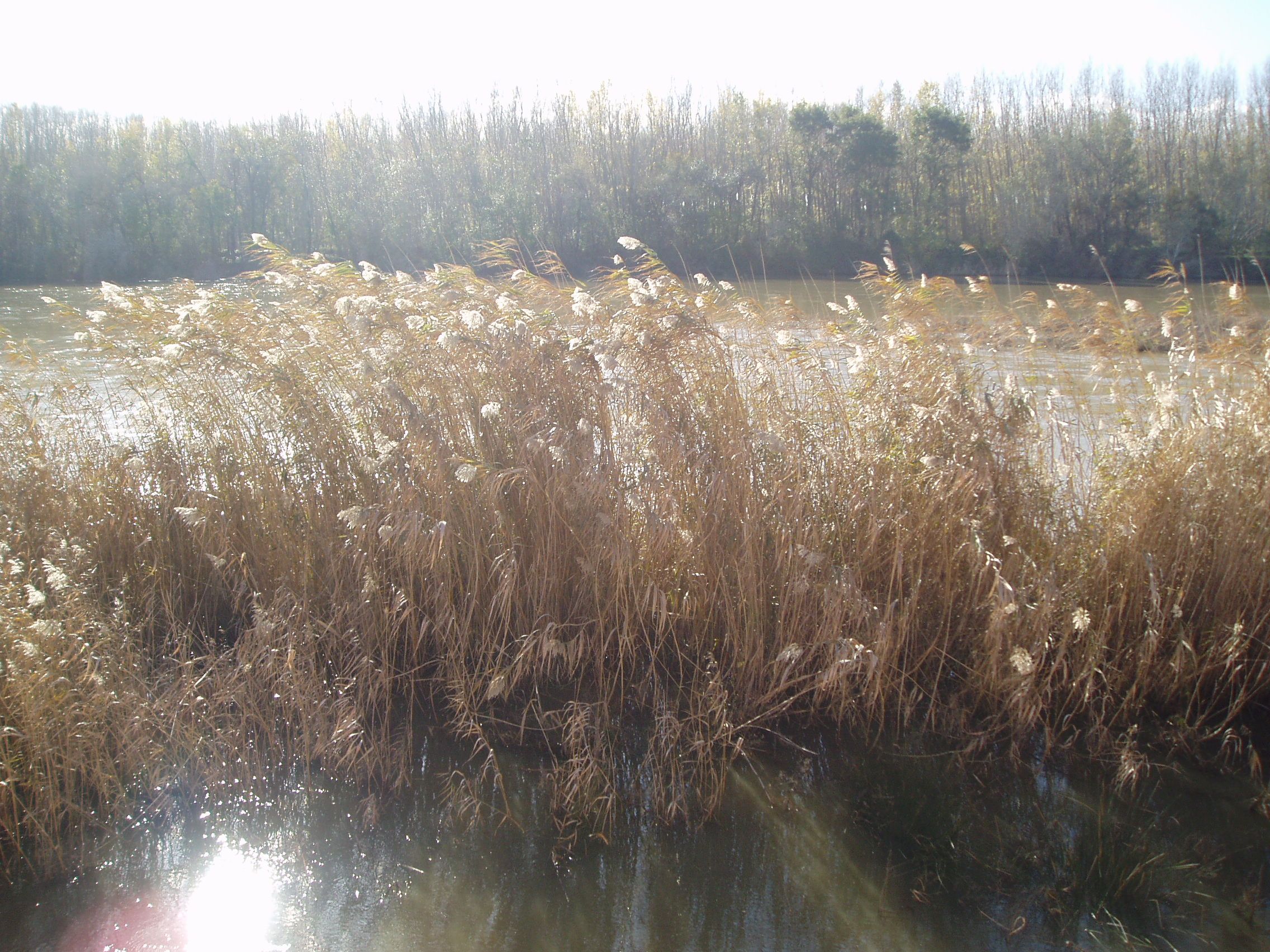
Carrizales.

Aguas abajo de los grandes embalses de Entrepeñas y Buendía, el Tajo es un río regulado. En los primeros tramos dominan las choperas cultivadas, pero desde los embalses de Bolarque y Almoguera, la vegetación de ribera cambia drásticamente con respecto al tramo superior en varios sentidos:
- El río principal y algunos de sus afluentes presentan obras hidráulicas que regulan su caudal.
- Atraviesa una amplia zona donde dominan los sustratos evaporíticos, los yesos, que aportan ciertas condiciones de xericidad y salinidad al suelo.
- El clima es más mediterráneo disminuyendo la precipitación anual y soportando veranos más cálidos y secos.
- La vegetación de ribera está reducida a una banda estrecha a causa del aprovechamiento agrícola de las vegas de los ríos.

Las alamedas, también llamadas choperas, suelen estar dominadas por Populus alba, Salix alba o Populus nigra, están situadas sobre suelos hidromorfos, ricos en bases y profundos, limosos o limo-arenosos en cauces permanentes u otras formas de hidromorfía edáfica. Cuando está bien conservada se trata de un bosque exuberante tanto de la estratificación horizontal como de la vertical, bien desarrollados los estratos arbóreo, lianoide, arbusto-espinoso y herbáceo. El tipo de alameda más frecuente en esta zona es la que se corresponde con la asociación Rubio tinctorum-Populetum albae, donde además de las especies citadas aparecen otros sauces arbóreos como Salix fragilis, Ulmus minor o Fraxinus angustifolia. En las áreas más xerotermófilas, como en el Aº Cedrón, cabecera del Aº de Martín Román, río Algodor, río Tajo en Estremera, la alameda se ve acompañada con tarajes, Tamarix gallica y Tamarix africana, que se hacen dominantes en pequeños meandros o cauces abandonados. El Aº de Martín Román abastece el Carrizal de Villamejor, uno de los ejemplos mejor conservados de vegetación helofítica, tanto en este arroyo, como en otros vertientes al Tajo, por la derecha (Aº de Borox, de Guatén) la acumulación de sales origina la aparición de un tarayal halófilo.

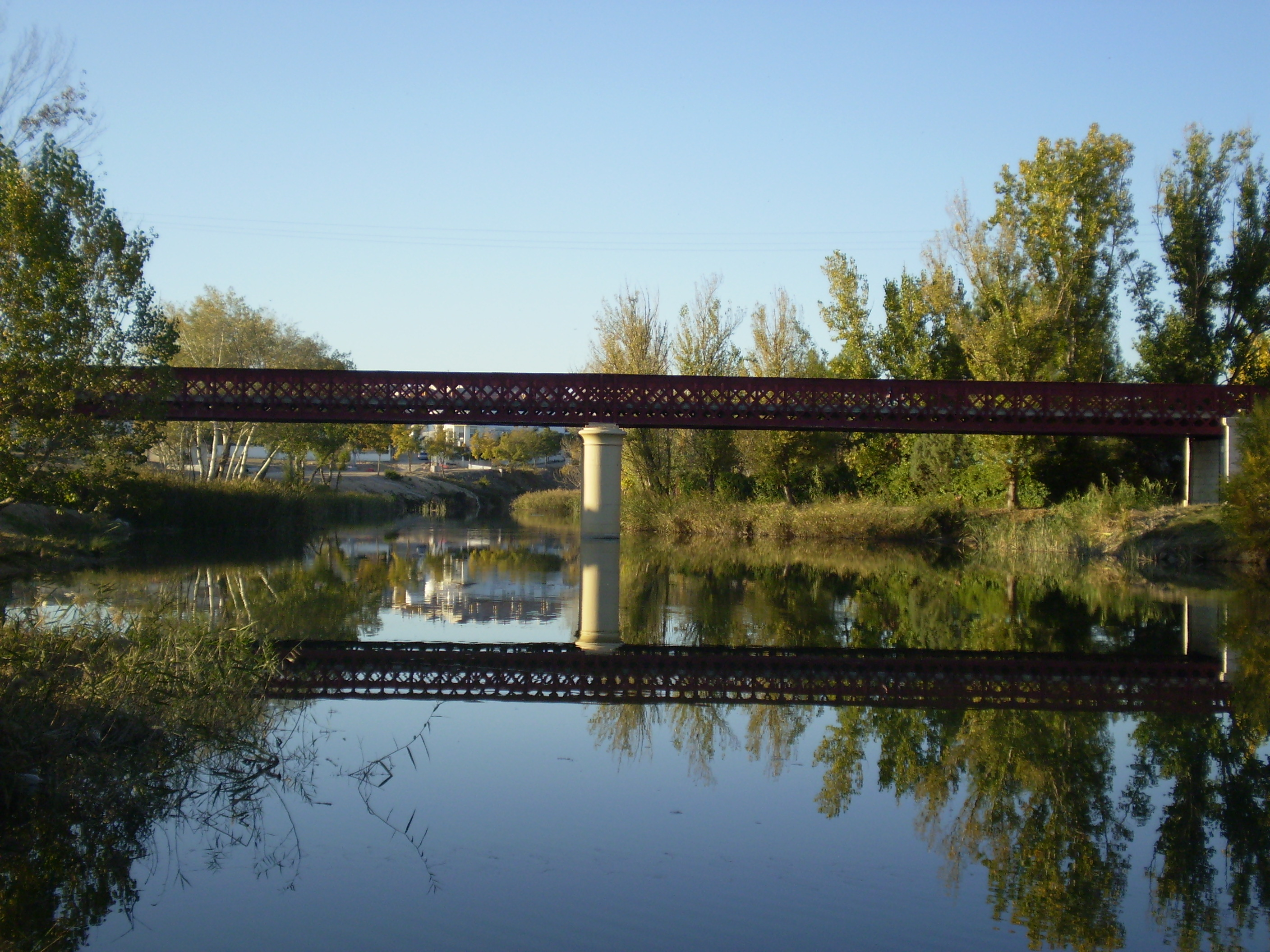
Vegetación riparia.

En algunos arroyos, la vegetación riparia la constituye un tayaral con elementos halófilos como Salsola vermiculata, Atriplex halimus, Sonchus maritimus, etc. Los bordes con encharcamiento temporal son donde existe la mayor originalidad y riqueza florística con comunidades de quenopodiáceas higrohalófilas como  Salicornia ramosissima, Suaeda splendens, Microcnemum coralloides, estos ejemplos se localizan en el Aº de la Cavina, de las Salinas y de las Cuevas entre Aranjuez y Yepes.
Otro elemento cada vez más escaso son las olmedas, las mejores representadas, aunque en un estado de conservación muy precario, se encuentran en el río Algodor, aguas abajo del embalse de Finisterre, en la cabecera y vertientes al Aº de Martín Román donde empiezan a aparecer ejemplares de tamujo, Flueggea tinctoria endemismo luso-extremeño.
Dentro del grupo de las enredaderas son frecuentes Humulus lupulus, Bryonia dioica, Tamus communis, Rubia tinctorum y Vitis sylvestris. El estrato arbustivo, cuando está bien conservado, suele ser denso y rico en plantas espinosas como Rubus spp, Crataegus monogyna, Prunus insititia, Sambucus nigra, etc.

#### Tajuña y Henares

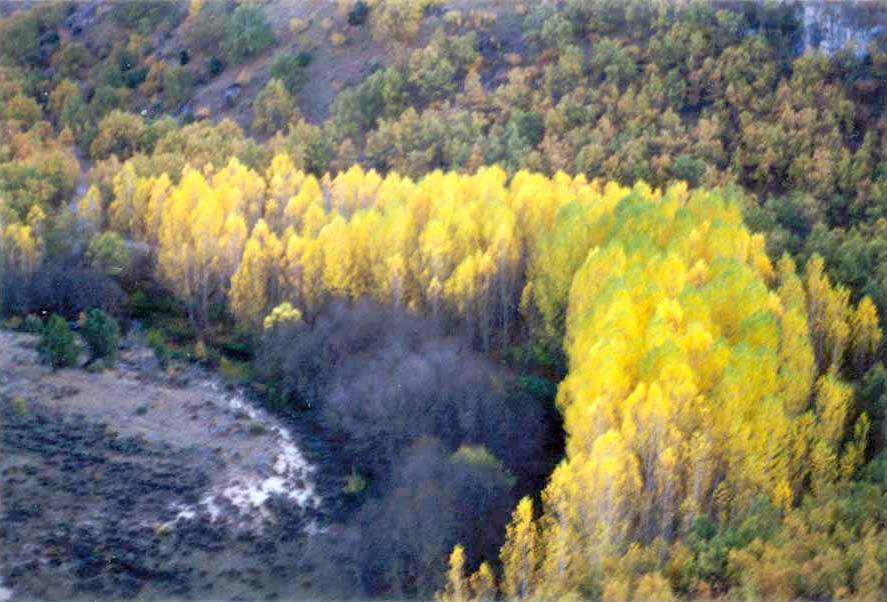
Río Tajuña en Torrecuadrada de los Valles.

Estos dos ríos poseen características similares: nacen en un entorno calcáreo y atraviesan terrenos detríticos en alguna parte de su recorrido. Los afluentes principales son el:
- Río Tajuña: que recibe aguas del río Ungría y el Peñón, y de los arroyos Matayeguas y de San Andrés.

- Río Henares; que recibe aguas de los ríos Dulce, Salado, Hoz, Cercadillo, Frío, Cañamares, Bornova, Sorbe, Riatillo, Aliendre, Badiel, Torote y de los arroyos de las Dueñas, y del Camarmilla.

En todos los ríos que nacen en terrenos calcáreos (Bornova, Cañamares, Tajuña, Henares, Cercadillo y Dulce) presentan una sauceda arbustiva calcícola, sauceda negra, como primera banda de vegetación de la faciación de Rubio coryliforii-Salicetum atrocinereae. En esta sauceda, que puede alcanzar porte arbóreo, existen numerosas plantas espinosas, Prunus spinosa, Rubus spp., Rosa ssp y escasean otros arbustos, en algunas localizaciones les acompañan elementos eurosiberianos como Populus tremula, Corylus avellana, Rhamnus catharticus y Ligustrum vulgare. En puntos incluso son invadidas por Quercus ilex, Ulmus minor y Genista scorpius. También aparecen otras especies más frecuentes en otras zonas de la cuenca como Salix fragilis y Salix purpurea var. lambertiana, este es el caso del Alto Tajuña y algunos pequeños cauces adyacentes (Aº del Prado).

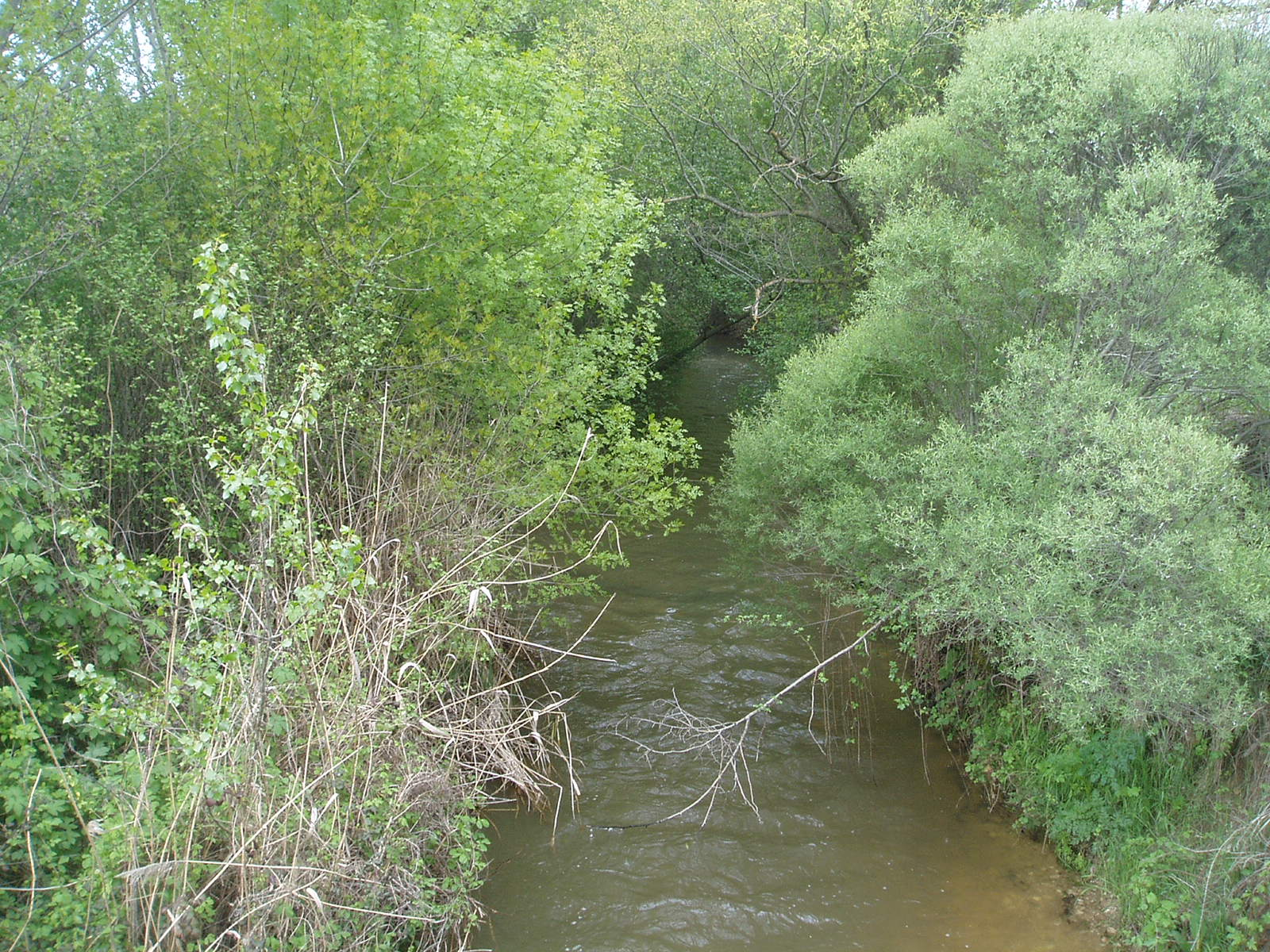
Vegetación riparía, río Dulce. Pelegrina.

En las cabeceras de los ríos Sorbe, Lillas, Sonsaz, Riatillo y Frío aparecen saucedas silicícolas que pueden tener porte arbóreo en el Alto Sorbe o en el Riatillo. Son las mismas saucedas que más al oeste encontraremos en la cuenca del Alberche, Jarama y Guadarrama, Rubio corylifolii-Salicetum atrocinereae, dominada por Salix atrocinerea entremezclados con Betula pendula, Betula alba, Pinus sylvestris, Quercus pyrenaica, Taxus baccata, Ilex aquifolium, Fagus sylvatica o Populus tremula. Debajo de este dosel suelen encontrarse rodales de Erica arborea y una notable representación de helechos, especialmente abundante, Urtica dioica; también es frecuente encontrar rodales de Fragaria vesca, Digitalis purpurea y Sorbus aucuparia. Cuando se abandona la influencia directa de la altitud y del clima más húmedo de las cabeceras de estos ríos, la sauceda se empobrece en especies arbóreas y si las condiciones de xericidad aumentan puede encontrarse ejemplares de Erica scoparia, como en el Sorbe y en el Riatillo.
Como curiosidades florísticas de importancia, está la aliseda oligotrofa de los ríos Bornoba y Sorbe aguas arriba de los embalses de Alcorlo y Beleña respectivamente, pertenecen a la asociación Galio broteriani-Alnetum glutinosae, (las alisedas gredenses), y están compuestas por especies como Carex elata ssp. reuteriana, Erica arborea, Prunella vulgaris, Viola riviniana, Wahlenbergia hederacea, Prunus avium, etc. Son bosques estrechos instalados junto al cauce dominados por el aliso, Alnus glutinosa. En algunas ocasiones presentan por delante una pequeña banda de sauceda arbustiva, mientras que hacia el interior contactan con fresnedas y melojares.
Debajo de estas alisedas, en el propio Henares y Sorbe, se encuentran alisedas mesotrofas del Salici rubentis-Alnetum glutosinae, acompañadas de Salix alba y Salix rubens y aparecen con frecuencia Tamarix gallica, Salix purpurea y otras especies calcícolas como Cephalanthera rubra, Cornus sanguinea o Humulus lupulus, siendo sustituidas, cuando se altera la composición original por saucedas y choperas con Salix salviifolia, Salix elaeagnos y Salix purpurea.

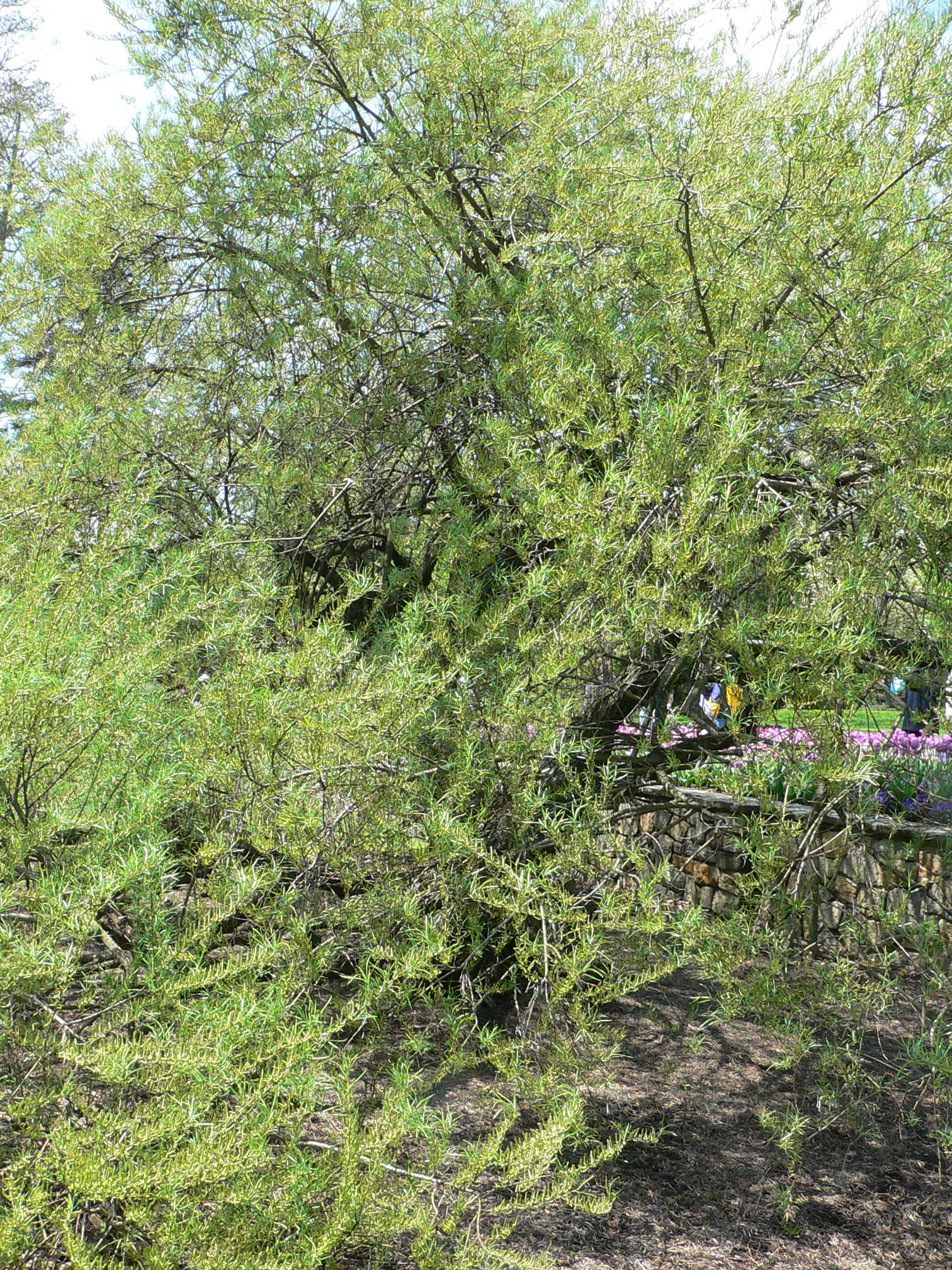
Salix elaeagnos.

En cotas más bajas dominan las fresnedas y choperas, las primeras, con mimbres rojos y cornejos (Cornus sanguineae-Fraxinetum angustifoliae), son frecuentes en los tramos bajos de los ríos Frío, Hoz, Dulce, Salado, Tajuña y tramo alto del Badiel, estas fresnedas prefieren las topografías abruptas que limitan la tasa de evapotranspitación y cuando está bien conservado se trata de un bosque pluriestrato con otras especies arbóreas como Salix purpurea, Cornus sanguinea, Ligustrum vulgare, Prunus mahaleb, Sambucus nigra, diversas zarzas y espinos y otras especies propias de las comunidades circundantes como Quercus faginea, Juniperus thurifera, Bupleurum rigidum, etc.
Cabe destacar la presencia de tarayales (Tamaricetum gallicae) que sustituyen a las alamedas y saucedas cuando la termoxericidad es muy acusada o cuando existe una capa freática salinizada. La segunda situación es la descrita en algunos tramos del Salado, Hoz y Cercadillo y la primera es la más representativa del cauce bajo del Henares y Tajuña. La mejor representación es el tayaral del Soto de Aldovea y el que jalona el bajo Henares en su confluencia con el Jarama, también hay restos de tayaral en el Tajuña. Domina Tamarix gallica, aunque también aparece T. africana, apareciendo esporádicamente pies de Salix alba, Ulmus minor e incluso Populus alba. Si se trata de un tayaral típicamente xerofítico, se acompaña de Artemisia campestris, Carlina corymbosa, Asteriscus aquaticus, Glycirhiza glabra, Retama sphaerocarpa o Asparagus acutifolius.
También son interesantes los restos de olmedas, teniendo un desarrollo todavía importante en el Badiel, cerca de la confluencia con el Henares, en los tramos medios de los arroyos Camarmilla y Pantuerta. En buena parte de su área de distribución, la olmeda se ve sustituida por un carrizal denso como ocurre en el arroyo Anchuelo o en el arroyo Camarmilla, o en el bajo Tajuña.

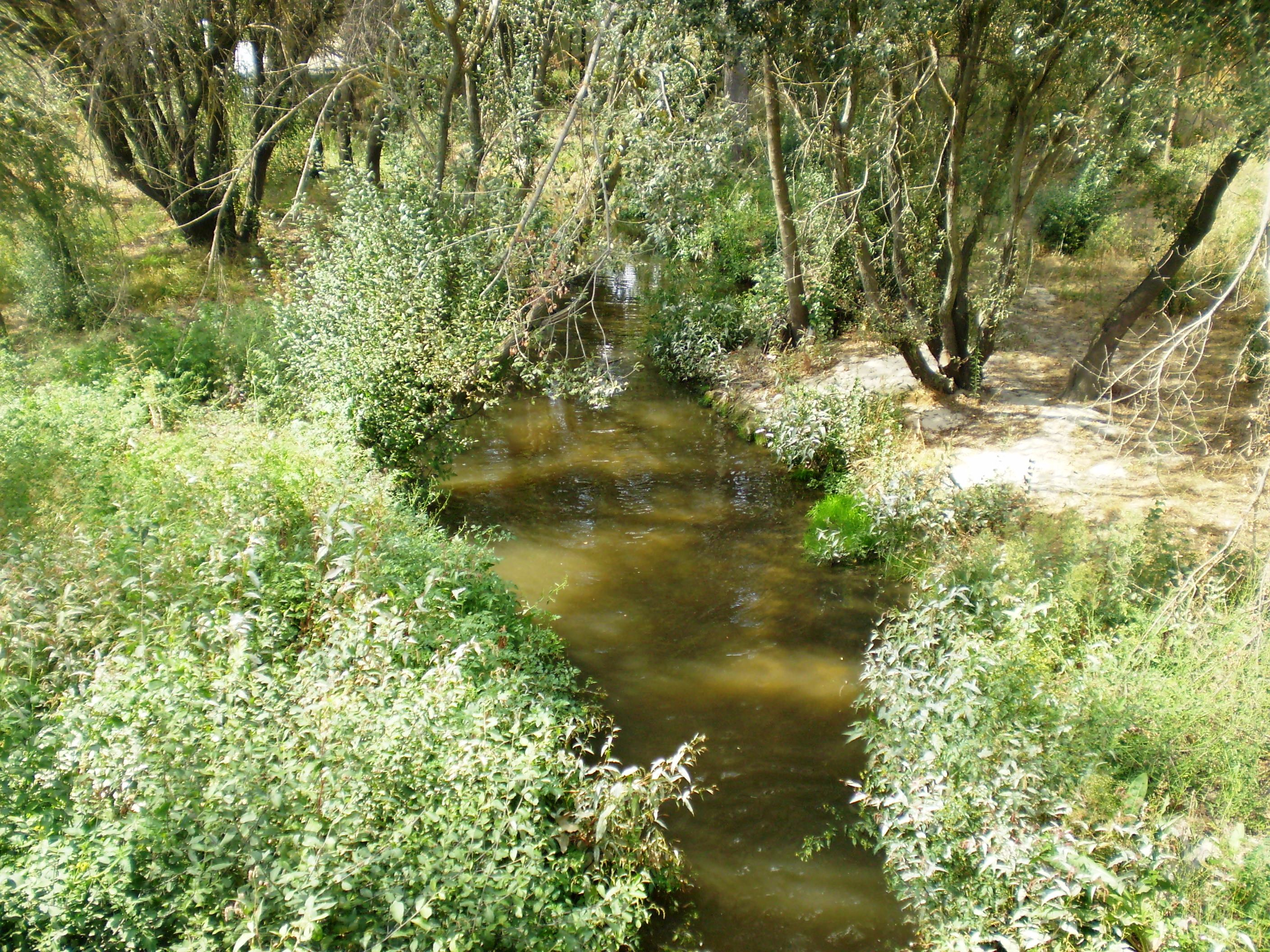
Aº de Viñuelas, vegetación riparia.

#### Jarama y Guadarrama
Estos dos ríos poseen características similares en gran parte de su recorrido, aunque el tramo bajo del Jarama atraviesa la fosa evaporítica del Tajo. Ambos nacen en un entorno silicio (sierra de Ayllón y Sierra de Guadarrama), atraviesan terrenos detríticos de rañas (Jarama) y arenosos (Guadarrama) en alguna parte de su recorrido. Los cauces principales de la cuenca del Jarama (excluidos los ríos Henares y Tajuña) son: Jaramilla, Lozoya, Valle, Puebla, Guadalix, Veguillas, Navacerrada, Manzanares, Aº de Canencia, de Galga, de Vatorrón, de Viñuelas, Manina, Meaques, Culebro y de Trofas. Y del Guadarrama son: río Aulencia, el río Guatel, Aº del Soto y de Rielves.
El alto Jarama y el ato Guadarrama presentan las mismas saucedas negras arbóreas y arbustivas que las descritas para el Sorbe y Riatillo, los mejores ejemplos se encuentran en el alto Jaramilla y Aº Veguillas, con presencia puntual de Betula alba, Taxus baccata, Pinus sylvestris, Sorbus aria e Ilex aquifolium, lo mismo ocurre con las masas mejor conservadas en el río Valle, Lozoya por encima del embalse de Pinilla, alto Guadalix o alto Manzanares (encima del embalse de Santillana). En las zonas donde el valle se hace muy angosto, como en el Jaramilla, el brezal de Erica arborea con Cistus laurifolius, sustituye a la sauceda.

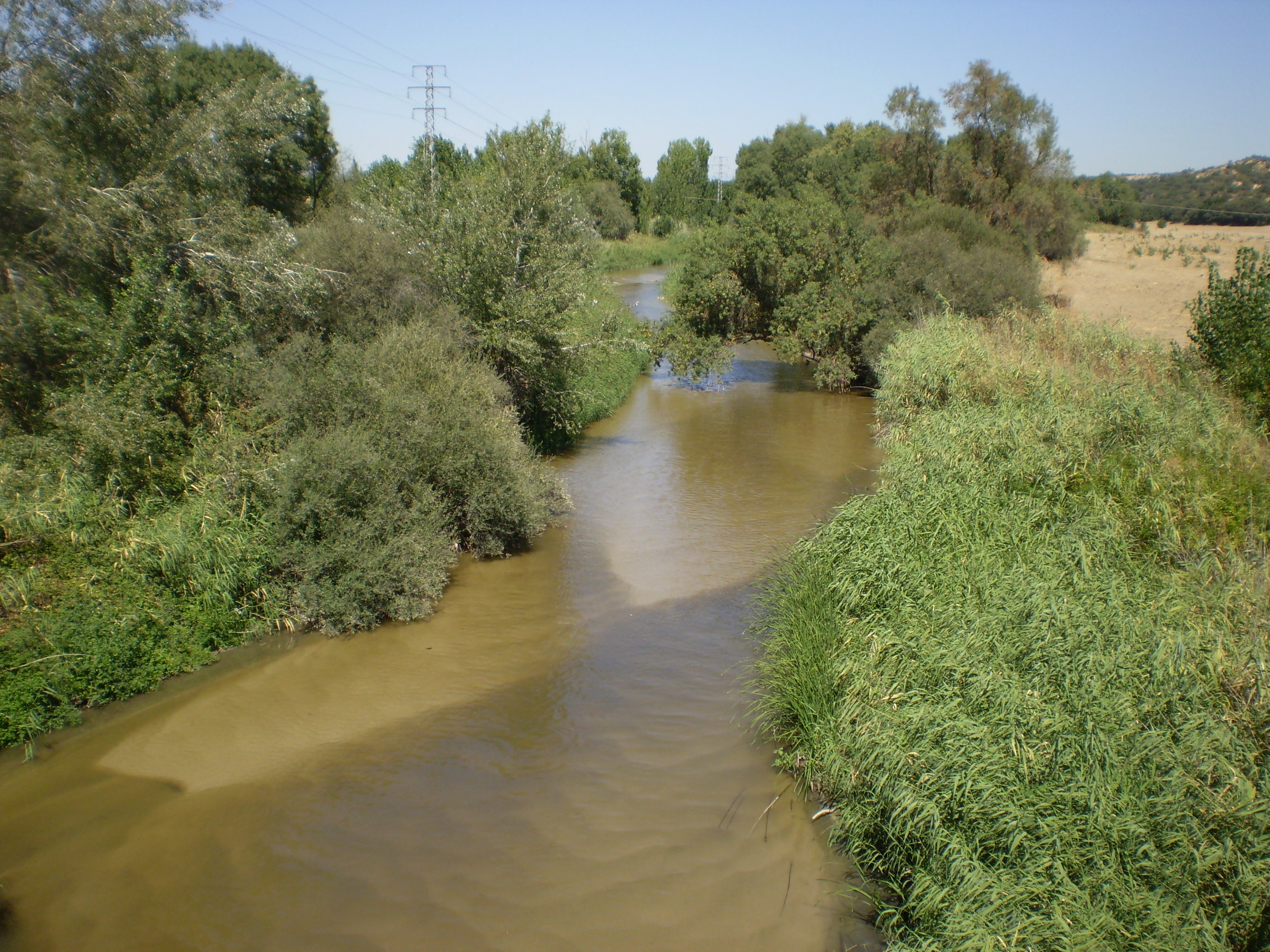
Río Guadarrama cerca de Batres, Madrid

Las saucedas de Salix salviifolia arborescentes del alto Lozoya, aguas abajo de la presa de Pinilla y hasta el embalse de Puentes Viejas, Salicito saviifolio-lambertianae subas. caricetosum, además del citado sauce se observan otros como Salix atrocinerea, Salix triandra o Salix fragilis, apareciendo puntualmente alisos, abedules, arraclanes, melojos o quejigos.
Según se acercan los cauces a las inmediaciones de Madrid se ven alterados en toda su composición siendo más frecuentes los carrizales y junqueras que invaden los cauces. Aun así todavía quedan buenos ejemplos de alamedas con sauce blanco y de fresnedas con sauces, como en la alameda del tramo bajo del Aº Trofas hasta la confluencia con el Manzanares, el tramo del Manzanares aguas abajo del embalse del Pardo o el tramo final en su confluencia con el Jarama en Rivas-Vaciamadrid, donde además son abundantes los restos de olmedas.
En estos ríos son muy frecuentes las fresnedas de galería (Salici saviifoliae-Fraxinetum angustifoliae). Este tipo de fresneda acidófila va acompañada de buen número de Salix salviifolia como consecuencia del contacto con el agua del cauce y de la superficialidad de la capa freática.

#### Tajo medio

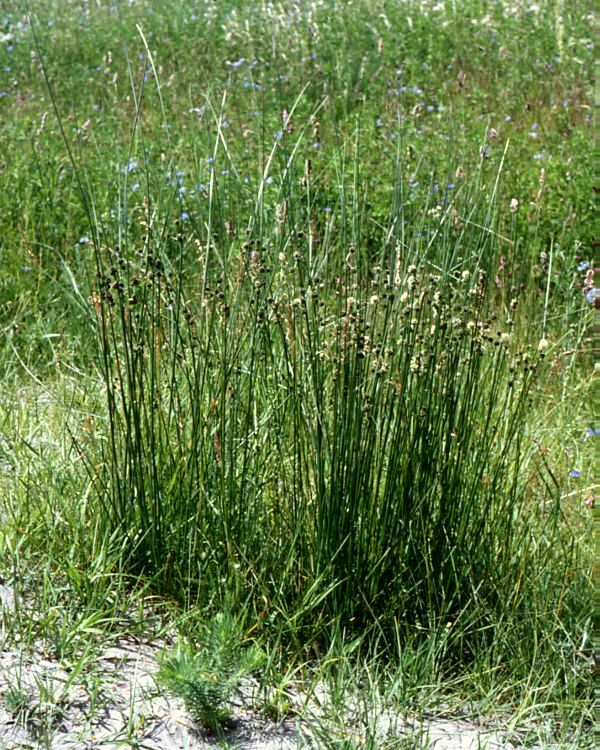
Scirpus holoschoenus.

Esta zona incluye desde Toledo capital hasta el embalse de Valdecañas, aquí el Tajo está regulado prácticamente de continuo desde el embalse de Villacañas hasta Alcántara, ya en las proximidades de la frontera con Portugal. En esta zona se produce un cambio biogeográfico (se entra en el dominio luso-extremeño) y litológico, dominan los sustratos metamórficos y plutónicos, alternando con algunos sedimentarios, que confieren al suelo un carácter ácido o neutro.
La primera mitad de esta zona destaca por el encajonamiento de los cauces en la cuenca sedimentaria del Tajo, con terrazas fluviales de materiales detríticos fácilmente erosionables. La vegetación de ribera se ha visto modificada por la presencia de choperas de producción. Alternando con éstas todavía se pueden encontrar alamedas de Populus alba, incluyendo especies como Fraxinus angustifolia, Ulmus minor, etc. También destacan los bosques-isla constituidos por saucedas y fresnedas. Además las saucedas, suelen estar acompañadas de una banda de junquera de Scirpus holoschoenus y otra de tarajal de Tamarix gallica, en el Aº del Torcón se encuentran las primeras formaciones importantes de tamujar, Flueggea tinctoria, como vegetación riparia, aumentando su presencia cuanto más al oeste de la cuenca. En la cabecera del Aº del Chorro, afluente del Pusa, se encuentra una muestra del abedular de Betula pendula ssp. fontqueri (Galio broterai-Betuletum parvibractaeatum), acompañado de Fraxinus angustifolia, Sorbus torminalis, Ilex aquifolium y numerosas plantas esciófilas y nemorales (Scilla ramburei, Galium broterianum, Poa nemoralis). Cuando este abedular es alterado es sustituido por una sauceda con mirto de brabante, (Frangulo alni- Myricaetum galeae).
En la cabecera del río Gévalo se pueden encontrar retales de loreras de Prunus lusitanica, bosques relictos de la flora tropical del Terciario, que también podemos encontrar ya en Extremadura en los tramos altos, más angostos y resguardados, de los ríos Ibor, Gualija y Viejas.

#### Tiétar y Alberche
Estos dos ríos, de origen gredense, dan lugar a unas de las cuencas en las que la vegetación de ribera se encuentra mejor conservada, siendo algunos tramos protegidos como Reservas Fluviales (Guadyervas) o como riberas catalogadas (Tiétar completo, Alberche y afluentes de la margen derecha en Ávila).

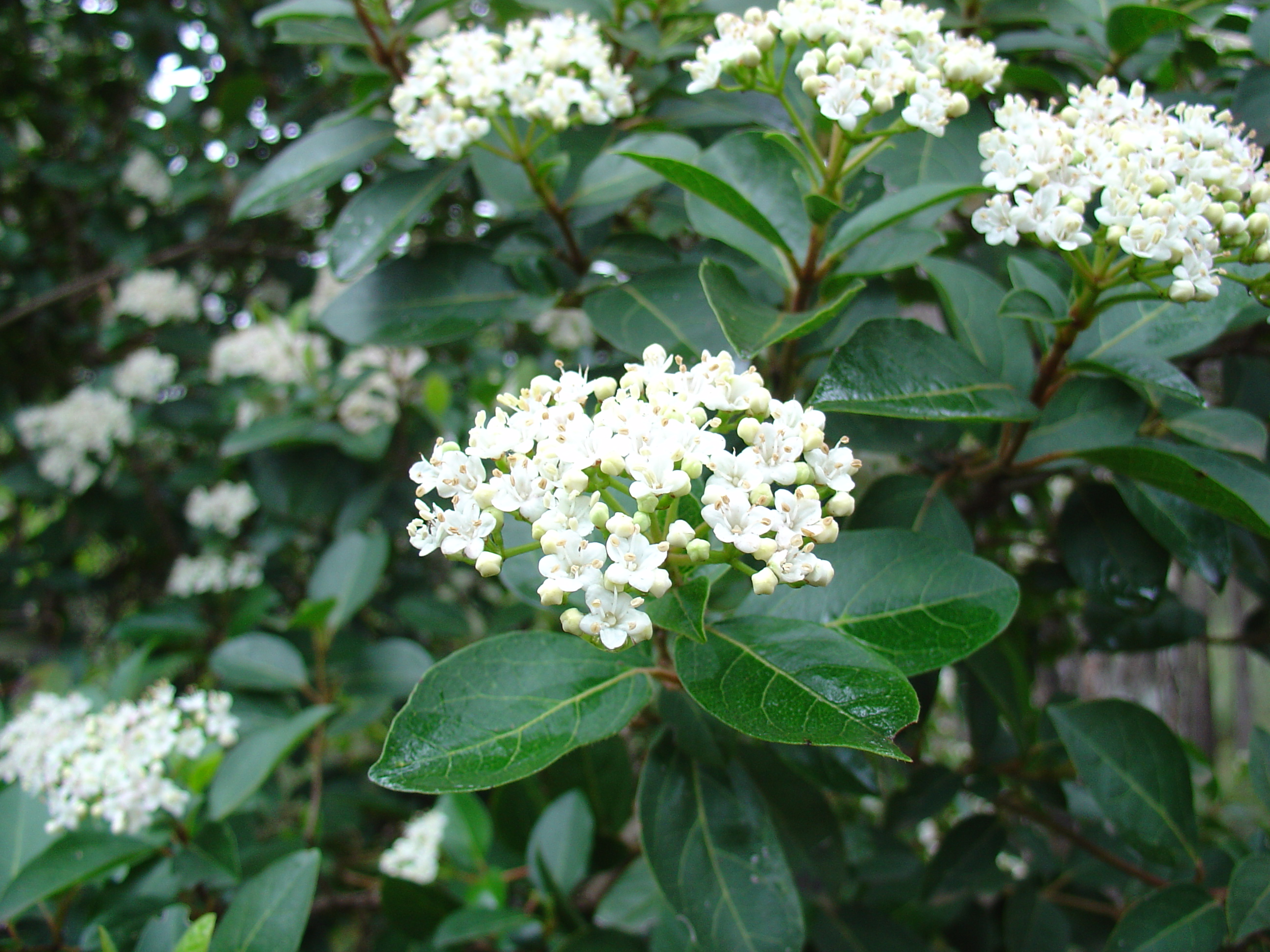
Viburnum tinus.

Estamos en el dominio de las alisedas y saucedas arbustivas de montaña. Las saucedas forman estrechas bandas de Salix atrocinerea con presencia de Betula alba, Taxus baccata, Ilex aquifolium, Pinus nigra, Pinus sylvestris, Castanea sativa, Frangula alnus, etc. Un excelente ejemplo lo constituyen las saucedas de la vertiente septentrional de la sierra de Gredos que afluyen al Alberche como la Garganta Iruelas y de la Valsaína (además incluyen Corylus avellana y Ulmus glabra), la de Lanchamala o la de la Yedra. Destaca la sauceda del arroyo de la Garganta (Serranillos-Navarrevisca) con un excelente soto de Viburnum opulus y Prunus padus. En las áreas más altas, por encima de la sauceda o donde está no se puede desarrollar, también se puede encontrar un brezal de Erica arborea como vegetación de ribera.
Las alisedas se diferencian en tres tipos. Por un lado la aliseda oligotrofa, muy similar a la que jalona el alto Jarama, que es la que se localiza en el río Alberche y sus afluentes hasta el embalse de Picadas. Por detrás de esta banda, si el ancho del valle lo permite, puede desarrollarse una fresneda con sauces (Salix fragilis), es el caso de las alisedas del Alberche, Cofio, Garganta Iruelas, la aliseda del Alberche entre Burgohondo y la cola del embalse de Burguillo sea uno de los ejemplos más importantes de la península ibérica.
Por último la aliseda luso-extremeña, donde son frecuentes dos especies diferenciales Osmunda regalis y Flueggea tinctoria, además de la presencia de Viburnum tinus, Erica lusitanica, Genista falcata y Acer monspessulanum. Son las alisedas de las gargantas meridionales de Gredos.

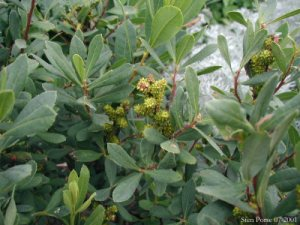
Myrica gale.

#### Tajo internacional
El final de la cuenca del Tajo en España, constituye el llamado Tajo internacional, frontera durante muchos kilómetros entre los dos países. Afluentes españoles en esta zona son el Aburrel, el Aurela y el Sever, además del Salor. En Portugal el río Sever y el río Erges.
Esta zona conserva muy buenos ejemplos de bosques de ribera, dentro del cauce (en los canales que se secan en el estiaje) existe un tamujar a veces acompañado de mirto de brabante, Myrica gale, que da paso a una aliseda en contacto permanente con el agua, justo detrás de esta, e incluso alternando con ella, existe una sauceda que más alejada de la orilla conecta con la chopera de Populus nigra. Donde existe llanura aluvial se encuentra además una fresneda del (Ficario ranunuculoidis-Fraxinetum angustifoliae), por detrás, una serie de comunidades freatofíticas dominadas por juncales de junco churrero, Scirpus holoschoenus, y un pastizal subhúmedo estacional.

### Fauna
La gran diversidad de relieve y vegetación permite la existencia de una fauna rica y variada. En la cuenca del Tajo se puede observar, dentro del grupo de los vertebrados, unos 66 especies de mamíferos, 198 aves nidificantes, 26 reptiles, 18 anfibios y 29 peces, incluyendo numerosas especies emblemáticas y de gran valor en el ámbito autonómico, estatal e internacional.
Además de la fauna íntimamente ligada a los ecosistemas acuáticos, en la cuenca del Tajo se encuentran las mejores poblaciones de buitre negro, Aegypius monachus, de toda España y Europa, también el águila imperial ibérica, Aquila adalberti, endemismo ibérico con buena representación en la cuenca y por último el lince ibérico, Lynx pardinus, especie emblemática de la fauna española y endemismo de la península ibérica.

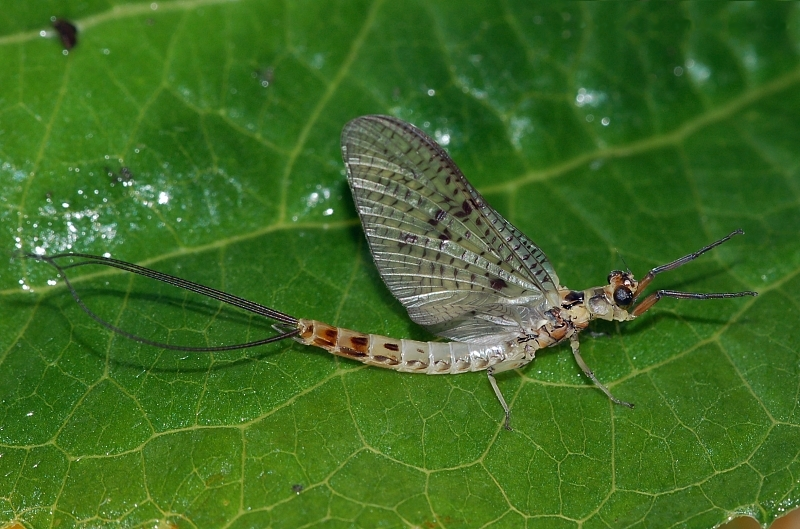
Efemeróptero.

#### Macroinvertebrados
Los denominados macroinvertebrados están representados por los taxones, Insecta, Mollusca, Oligochaeta y Crustacea. Estas especies están adaptadas a una serie de condiciones específicas del medio acuático, ocupando diferentes tramos del río según sus requerimientos de hábitat y pureza del agua.
Los ríos y arroyos de alta montaña, zonas de aguas limpias, oxigenadas y frías, presentan una gran variedad y riqueza taxonómica con la presencia habitual de plecópteros (familias Perlidae, Leuctridae, etc.), efemerópteros, (familias Heptageniidae, Ephemeridae, Leptophlebiidae, etc.) y tricopteros, (Sericostomatidae, Glossosomatidae, Lepidostomatidae, etc.) en sus aguas. La montaña mediterránea presenta una menor diversidad, aunque relativamente elevada, estando bien representados algunos heterópteros y tricópteros adaptados a las aguas de poca corriente y templadas (familias Hydroptylidae, Rhyacophilidae, etc.), los crustáceos Gammaridae típicos en zonas calcáreas y mineralizadas y algunos plecópteros (familia Nemouridae) y efímeras (familias Caenidae, Baetidae, etc.).
Los taxones de macroinvertebrados adaptados al medio acuático presentes en la cuenca del Tajo e incluidos en los diferentes libros rojos o inventarios que poseen algún tipo de protección nacional o internacional:
| Especie                   | Nombre vulgar           | Distribución | Descripción | EC | Imagen |
| ------------------------- | ----------------------- | --- | --- | -- | ------ |
| Hirudo medicinalis        | Sanguijuela medicinal   | En la cuenca se la cita en las cercanías de Aranjuez. | Distribuida por toda la península ibérica, en masas de agua dulce limpias y frecuentadas por ganado. Amenazada por la destrucción del hábitat por la desaparición de los posibles huéspedes, contaminación del agua, etc. | NT |        |
| Austropotamobius pallipes | Cangrejo de río europeo | En Castilla-La Mancha en ríos y arroyos del Alto Tajo, Serranía de Cuenca y Montes de Toledo, en la Comunidad de Madrid hay dos poblaciones en el Tajuña y Henares. | Distribuido en zonas con aguas frescas, oxigenadas poro no torrenciales, ligeramente alcalinas y ricas en calcio, evitando la eutrofización de las aguas.                                                                 | EN |        |

Dentro del orden Odonatos, se encuentran en la cuenca del Tajo tres especies incluidas en la Directiva Hábitat:
| Especie               | Nombre vulgar        | Distribución | Descripción | EC | Imagen |
| --------------------- | -------------------- | --- | --- | -- | ------ |
| Coenagrion mercuriale | Caballito del diablo | En la cuenca se distribuye de forma dispersa, en el Alto Tajo, Serranía de Cuenca, Valle del Jerte y algunas localizaciones dispersas en la Comunidad de Madrid (Casa de Campo, Rivas-Vaciamadrid, Guadalix de la Sierra). | Ocupa arroyos estrechos y de aguas frías y no muy rápidas. Los adultos son frecuentes entre la vegetación baja de las orillas o volando a poca altura sobre el agua. | NT |        |
| Macromia splendens    | No existe            | En algunos puntos del norte de Cáceres y valle del Jerte. | Habitan ríos anchos y algo profundos, con tramos lentos que permiten la deposición de sedimentos y el crecimiento de vegetación lacustre.                            | VU |        |
| Gomphus graslinii     | No existe            | En la cuenca al norte de Cáceres y Valle del Jerte y La Vera. | Ríos anchos y algo profundos con tramos lentos que permiten la deposición de sedimentos y el crecimiento de vegetación lacustre.                                     | NT |        |
| Oxygastra curtisii    | No existe            | Al norte de Cáceres y Valle del Jerte. | Ríos anchos y algo profundos con tramos lentos que permiten la deposición de sedimentos y el crecimiento de vegetación lacustre.                                     | NT |        |

Otros invertebrados de interés en la cuenca del Tajo serían:
| Especie              | Nombre vulgar             | Distribución                                                                                        | Descripción | EC | Imagen |
| -------------------- | ------------------------- | --------------------------------------------------------------------------------------------------- | --- | -- | ------ |
| Lucanus cervus       | Ciervo volante            | En la cuenca se distribuye de forma dispersa, en el Alto Tajo, Serranía de Cuenca, Valle del Jerte. | Invertebrado típico de ambientes forestales de bosques caducifolios. | NE |        |
| Phengaris nausithous | Hormiguera oscura         | Zonas boscosas del Sistema Central, Comunidad de Madrid.                                            | Praderas húmedas, en claros de fresnedas, hayedos o melojares, entre los 1000 y 1400 metros de altitud, con hormigueros de Myrmica rubra o Myrmica sabuletii.             | VU |        |
| Graellsia isabelae   | No existe                 | En la cuenca en la Sierra de Guadarrama y en la Serranía de Cuenca-Montes Universales.              | Entre los 100 y 1700 metros de altitud, siguiendo la distribución de las plantas nutricias de la oruga: El pino silvestre Pinus sylvestris y el pino laricio Pinus nigra. | DD |        |
| Euphydryas aurinia   | Doncella de la madreselva | En la cuenca en la Sierra de Guadarrama y en la Serranía de Cuenca-Montes Universales.              | Se alimenta de lianas en bosques bien conservados. | NE |        |

Entre los moluscos propuestos por la Sociedad Española de Malacología para ser incluido en el Catálogo Nacional de Especies Amenazadas citados en la cuenca del Tajo se encuentra incluido el hidróbido, Neohoratia coronadoi, Localizado únicamente en el río Jarama, en el Canal de La Parra y en el manantial de Patones en la Comunidad de Madrid. Este gasterópodo está propuesto como en peligro de extinción.

#### Peces
En la cuenca del Tajo se han citado 29 especies de peces pertenecientes a las familias Anguillidae, Salmonidae, Esocidae, Cyprinidae, Cobitidae, Ictaluridae, Siluridae, Poeciliidae, Centrarchidae y Percidae. De este grupo de especies 16 son autóctonas y 14 son introducidas, de las autóctonas, 2 son endémicas de España y 11 lo son de la península ibérica.

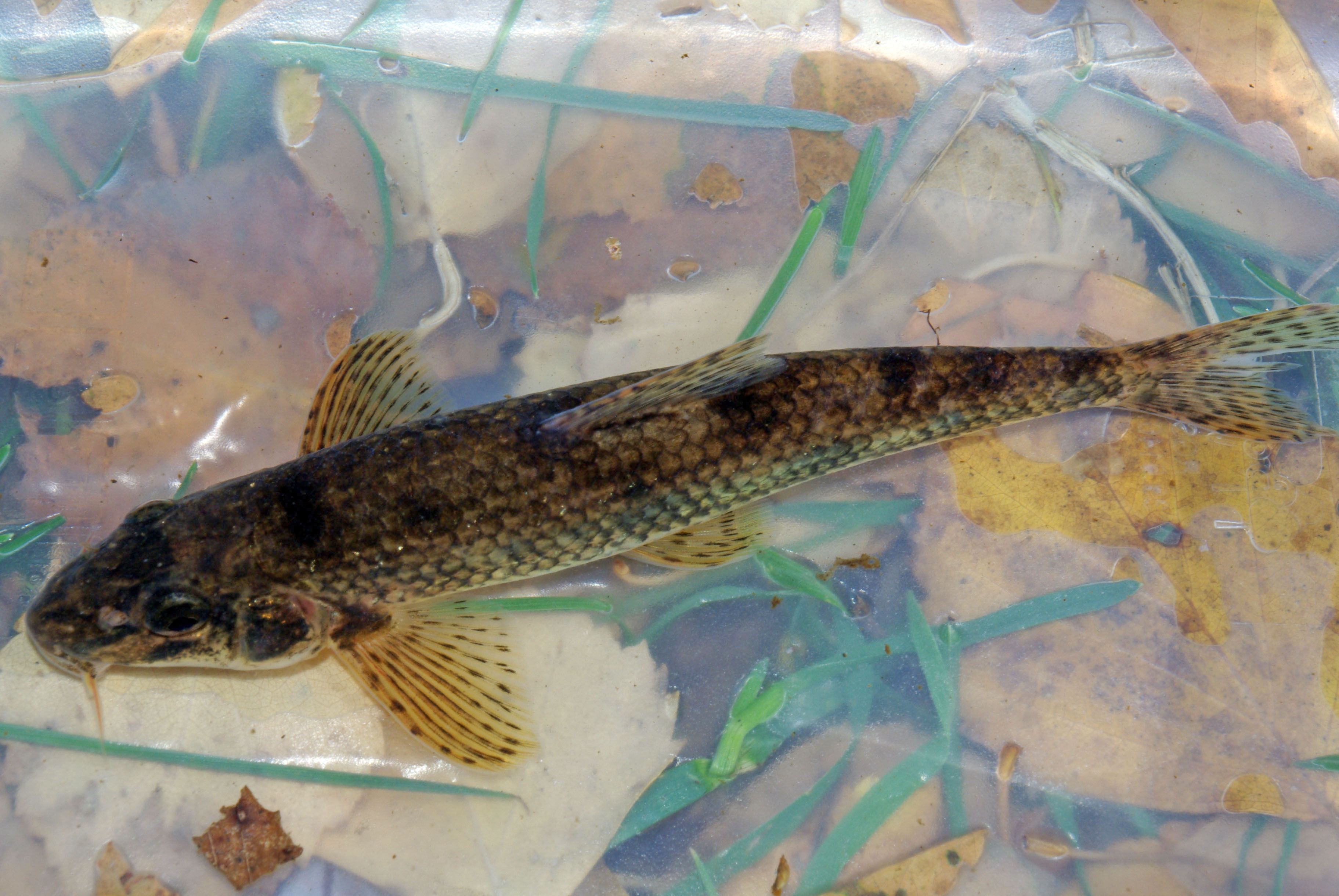
Gobio lozanoi.

Las cabeceras de los principales afluentes del Tajo y del mismo curso principal, la única especie piscícola que habita es la trucha común, Salmo trutta, especie que vive en aguas rápidas, frías y bien oxigenadas. Son abundantes en zonas de cabecera, haciéndose más escasas a medida que se desciende en altitud.
Hacia aguas abajo de las cabeceras las condiciones van permitiendo, junto a la trucha, la aparición de otras especies como la bermejuela Chondrostoma arcasii, colmillejas, Cobitis paludica y Cobitis vettonica, lemprehuela, Cobitis calderoni, boga de río, Chondrostoma polylepis, madrilla, Chondrostoma miegii, gobio Gobio lozanoi, cachos Squalius pyrenaicus, bordallo Squalius carolitertii, calandrino Squalius alburnoides. Las especies anteriores son todas autóctonas de la península o endémicas de España (madrilla y colmilleja del Alagón). En aguas más lentas y cálidas, a estas especies que se hacen menos abundantes se les unen el barbo común ibérico, Barbus bocagei y la pardilla, Chondrostoma lemmingii y en zonas más bajas el barbo comizo, Barbus comizo y el cabecicorto, Barbus microcephalus. Por último la tenca Tinca tinca, considerada como autóctona en España debido a la existencia de registros fósiles en la Edad del Bronce, aparece de forma esporádica y puntual en tramos medios y bajos de algunos ríos (Alagón, Jerte, Magasca, Guadiloba, Cuervo, etc.) y de forma abundante en charcas y lagunas represadas de los encinares adehesados de Extremadura al ser cultivadas de forma extensiva con fines deportivos.
Las especies introducidas en los ríos de la cuenca del Tajo, son peces adaptados a los tramos medios y bajos del río Tajo y sus afluentes más caudalosos, a embalses y charcas; su presencia se debe principalmente a introducciones con fines deportivos y se localiza, por lo general, de forma dispersa.

#### Herpetos
En la cuenca del Tajo se han registrado 18 especies de anfibios y cuatro de reptiles estrictamente acuáticos.

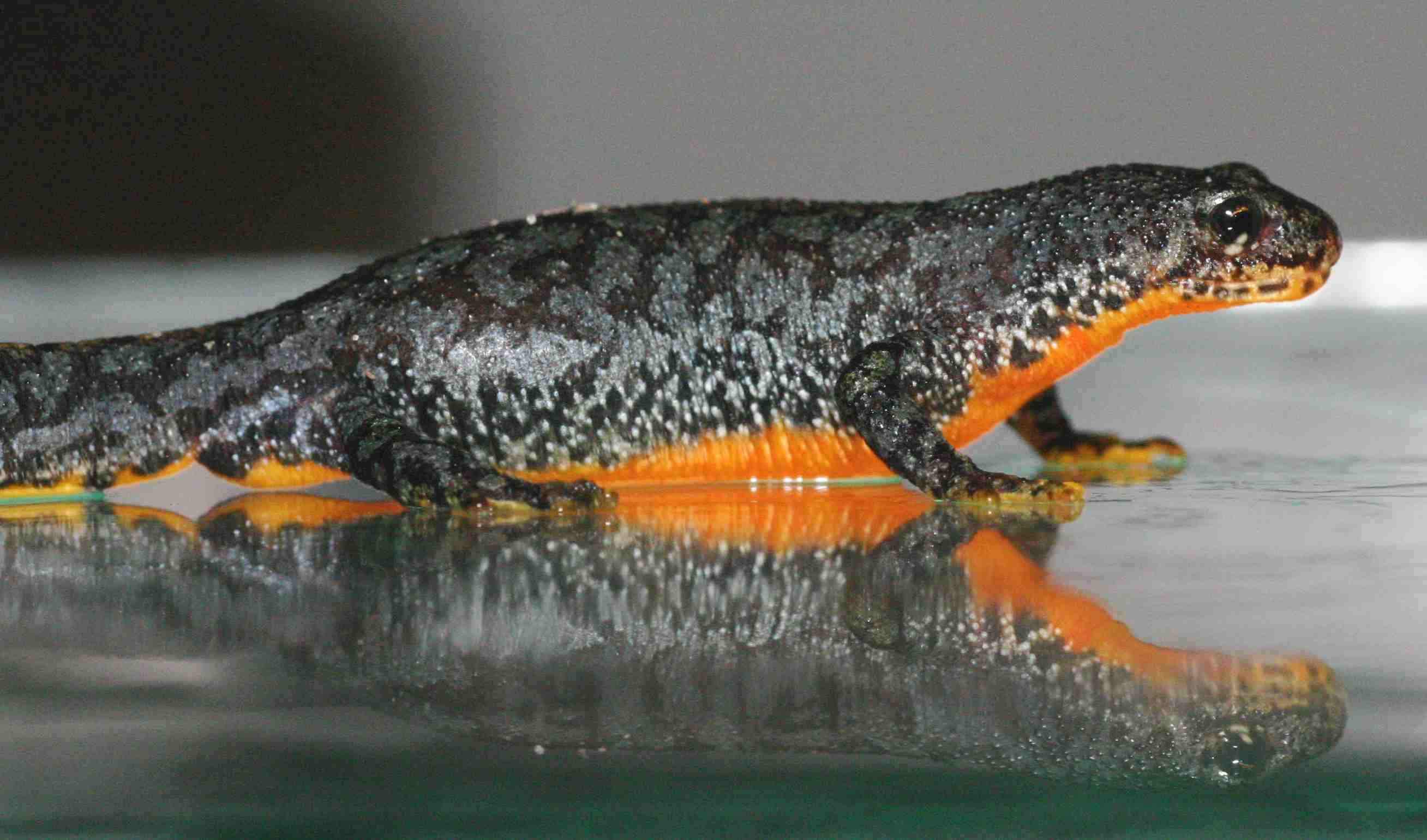
Mesotriton alpestris.

Se distribuyen seis especies de anfibios urodelos, el gallipato, Pleurodeles waltl, es abundante en la cuenca, aunque presenta poblaciones amenazadas por el aislamiento como las del sur y noroeste de la Comunidad de Madrid.
La salamandra común Salamandra salamandra, presenta poblaciones amenazadas por aislamiento o perdida de hábitat en Madrid (Miraflores de la Sierra, La Pedriza, Cercedilla, Pelayos de la Presa y Robledo de Chavela) y Ávila (La Adrada y Sotillo de la Adrada).
El tritón alpino, Mesotriton alpestris, introducido en la Laguna de Peñalara, el tritón ibérico, Lissotriton boscai, distribuido por toda la cuenca excepto en las provincias de Guadalajara y Cuenca, siendo muy abundante en la sierra de Gredos y el valle del Tiétar. El tritón jaspeado, Triturus marmoratus, distribuido por el Sistema Central, límite meridional de su distribución ibérica; el tritón verdinegro, Triturus pygmaeus, recientemente separado taxonómicamente del tritón jaspeado, continua la distribución de este hacia el sur, siendo, por tanto, la que ocupa la mayor parte de la cuenca.
El número de especies de anfibios anuros presentes en la cuenca es de 12; los sapos parteros presentes son el común, Alytes obstetricans, localizado en la zona más nororiental (Guadalajara y Cuenca principalmente) y algunas zonas del Sistema Central, límite meridional de la distribución de la especie) en el norte de Cáceres, Ávila y Madrid. En estas últimas localizaciones entra en contacto con el sapo partero ibérico, Alytes cisternasii, que se distribuye hacia el sur, ocupando gran parte de la cuenca, donde es abundante.
Los sapillos pintojos siguen un patrón parecido al de los sapos parteros, así, el sapillo pintojo ibérico, Discoglossus galganoi, se distribuye ampliamente por la zona occidental; y el sapillo pintojo meridional, Discoglossus jeanneae, ocupa la zona más oriental de la cuenca (noroeste de Madrid, Guadalajara y Cuenca) y cuyas poblaciones se encuentran amenazadas, dependiendo del estado de conservación de los manantiales y fuentes donde habitan.

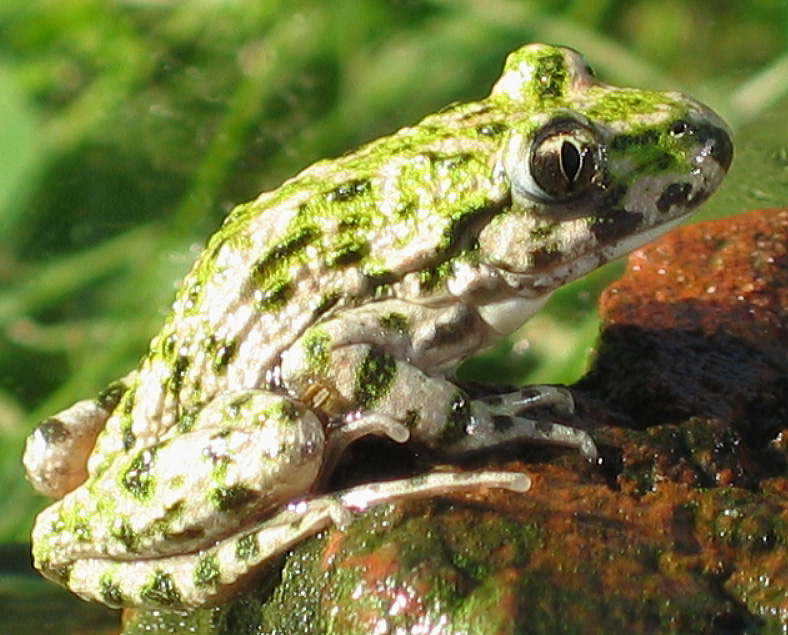
Pelodytes punctatus.

El sapo de espuelas, Pelobates cultripes, se distribuye por toda la cuenca siendo más abundante en las dehesas de la zona occidental, es una especie considerada en recesión en todo el país y que presenta numerosas poblaciones amenazadas sobre todo en la Comunidad de Madrid.
El sapillo moteado común, Pelodytes punctatus, se distribuye en la cuenca principalmente en su zona oriental, Madrid, Cuenca, Guadalajara y Toledo, considerándose una especie frecuente, pero amenazada.
Las ranitas del género, Hyla, la ranita meridional, Hyla meridionalis y la ranita de San Antón, Hyla arborea, se distribuyen ambas por la cuenca, extendiéndose más hacia el este la de San Antón y siendo más abundante la meridional hacia el suroeste. Presentan un área de simpatría en el valle del río Tiétar, donde se han localizado individuos híbridos  estériles.
La rana patilarga, Rana iberica, ocupa áreas de la cuenca de cierta altitud, preferentemente por encima de los 2000 m s. n. m., en el Sistema Central y en las sierras de Guadalupe y sierra de San Mamede en el sur de Cáceres. Los anuros más abundantes en el territorio de la cuenca del Tajo son el sapo común, Bufo bufo y el corredor, Bufo calamita y la rana común, Rana perezi.

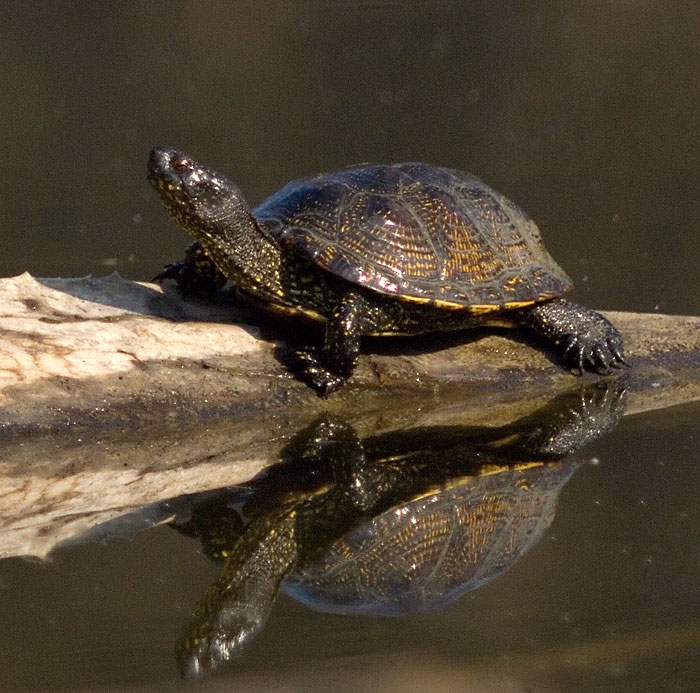
Emys orbicularis.

El grupo de reptiles adaptados a los medios acuáticos presentes en la cuenca del Tajo, son los galápagos con dos especies, el galápago leproso, Mauremys leprosa y el europeo, Emys orbicularis. Del galápago europeo existen poblaciones en núcleos aislados y con escaso número de individuos en Madrid, en el piso basal de la sierra de Guadarrama y otras aún más reducidas en la parte occidental del Sistema Central; en la vertiente sur de la sierra de Gredos, entre las Toledo y Ávila y en algunos puntos de la provincia de Cáceres. Por el contrario, las mejores poblaciones de galápago leproso se encuentran en España, siendo más abundante en la mitad sur. Esta especie se haya bien distribuida por toda la cuenca, siendo más escasa y localizada en la zona oriental y abundante o muy abundante en los tramos medios y bajos de los principales afluentes (Tiétar, Almonte, etc.) y otros humedales de la zona. Otra especie de galápago existente en la cuenca es la especie introducida el galápago de Florida, Trachemys scripta.
Las culebras de agua que se localizan en la cuenca son la culebra viperina, Natrix maura, y la culebra de collar, Natrix natrix. La culebra viperina es un ofidio muy común, utilizando todo tipo de medios acuáticos en los que puede tener una elevada densidad de individuos. Por el contrario, las culebras de collar son más escasas y con menor número de localizaciones.

#### Aves
Dentro del grupo de las aves, se han citado en el área al menos 53 especies reproductoras y que están íntimamente ligadas a la vegetación de ribera y/o helofítica de los ríos, lagunas y embalses de la cuenca.
Se relacionan a continuación las aves nidificantes y se indica las aves incluidas en los Anexos de la Directiva de Aves de la Comunidad Europea, se incluyen dos especies introducidas:
| AVES ACUÁTICAS NIDIFICANTES                            | EN LA CUENCA DEL TAJO                                  |
| Familia Podicipedidae                                  | Familia Scolopacidae                                   |
| ------------------------------------------------------ | ------------------------------------------------------ |
| Zampullin chico, (Tachybaptus ruficollis).             | Archibebe común, (Tringa totanus). Anexo II.           |
| Somormujo lavanco, (Podiceps cristatus).               | Andarríos chico, (Actitis hypoleucos).                 |
| Zampullin cuellinegro, (Podiceps nigricollis).         | Familia Laridae                                        |
| Familia Phalacrocoracidae                              | Gaviota reidora, (Larus ridibundus).                   |
| Cormorán grande, (Phalacrocorax carbo).                | Gaviota patiamarilla, (Larus cachinnans).              |
| Familia Ardeidae                                       | Familia Sternidae                                      |
| Avetoro común, (Botaurus stellaris). Anexo I.          | Pagaza piconegra, (Gelochelidon nilotica). Anexo I.    |
| Avetorillo común, (Ixobrychus minutus). Anexo I.       | Charrancito común, (Sterna albifrons). Anexo I.        |
| Martinete común, (Nycticorax nycticorax). Anexo I.     | Familia Alcedinidae                                    |
| Garcilla cangrejera, (Ardeola ralloides). Anexo I.     | Martín pescador, (Alcedo atthis). Anexo I.             |
| Garcilla bueyera, (Bubulcus ibis).                     | Familia Hirundinidae                                   |
| Garceta común, (Egretta garzetta). Anexo I.            | Avión zapador, (Riparia riparia).                      |
| Garza imperial, (Ardea purpurea). Anexo I.             | Familia Motacillidae                                   |
| Garza real, (Ardea cinerea).                           | Lavandera boyera, (Motacilla flava).                   |
| Familia Threskiornithidae                              | Lavandera cascadeña, (Motacilla cinerea).              |
| Espátula común, (Platalea leucorodia). Anexo I.        | Lavandera blanca, (Motacilla alba).                    |
| Familia Anatidae                                       | Familia Cinclidae                                      |
| Ánade friso, (Anas strepera). Anexo II.                | Mirlo acuático, (Cinclus cinclus).                     |
| Ánade azulón, (Anas platyrhynchos). Anexos II y III.   | Familia Sylviidae                                      |
| Cuchara común, (Anas clypeata). Anexo II y III.        | Ruiseñor bastardo, (Cettia cetti).                     |
| Pato colorado, (Netta rufina). Anexo II.               | Buitrón, (Cisticola juncidis).                         |
| Porrón europeo, (Aythya ferina). Anexo II y III.       | Buscarla unicolor, (Locustella luscinioides).          |
| Malvasía cabeciblanca, (Oxyura leucocephala). Anexo I. | Carricerrín real, (Acrocephalus melanopogon). Anexo I. |
| Familia Accipitridae                                   | Carricero común, (Acrocephalus scirpaceus).            |
| Aguilucho lagunero, (Circus aeruginosus). Anexo I.     | Carricero tordal, (Acrocephalus arundinaceus).         |
| Familia Rallidae                                       | Zarcero común, (Hippolais polyglotta).                 |
| Rascón europeo, (Rallus aquaticus). Anexo II.          | Familia Timaliidae                                     |
| Gallineta común, (Gallinula chloropus). Anexo II.      | Bigotudo, (Panurus biarmicus).                         |
| Calamón común, (Porphyrio porphyrio). Anexo I.         | Familia Oriolidae                                      |
| Focha común, (Fulica atra). Anexo II.                  | Oropendola, (Oriolus oriolus).                         |
| Familia Recurvirostridae                               | Familia Emberizidae                                    |
| Cigüeñuela, (Himantopus himantopus). Anexo I.          | Escribano palustre, (Emberiza schoeniclus).            |
| Avoceta común, (Recurvirostra avosetta). Anexo I.      | Familia Estrildidae                                    |
| Familia Glareolidae                                    | Pico de coral, (Estrilda astrild). Introducido.        |
| Canastera común, (Glareola pratincola). Anexo I.       | Bengalí rojo, (Amandava amandava). Introducido.        |
| Familia Charadriidae                                   |                                                        |
| Chorlitejo chico, (Charadrius dubius).                 |                                                        |
| Avefría común, (Vanellus vanellus). Anexo II.          |                                                        |

Durante el invierno, el número de aves que eligen los biotipos acuáticos del Tajo para invernar o que se encuentran de paso hace ascender la población ornícola. De esta forma se pueden observar aves como la grulla, (Grus grus), el ánsar común, (Anser anser), combatiente, (Philomachus pugnax), agachadiza común, (Gallinago gallinago), etc.
Además en las hoces, barrancos y taludes de terrazas fluviales anidan gran número de aves rupícolas, algunas de ellas de gran valor ecológico como el buitre común (Gyps fulvus), el alimoche (Neophron percnopterus), el águila real (Aquila chrysaetos), el águila perdicera (Hieraaetus fasciatus), el búho real (Bubo bubo), el halcón peregrino (Falco peregrinus), etc. Por último, la cigüeña negra (Ciconia nigra), que anida en los parajes menos alterados e inaccesibles, del bosque mediterráneo, cortados fluviales o gargantas montañosas, siempre en la cercanía de ríos, lagunas o embalses donde alimentarse.

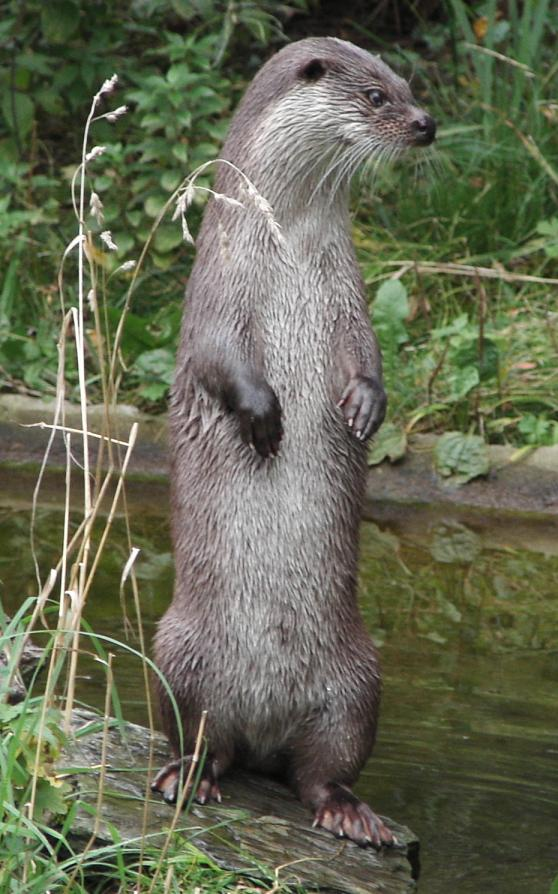
Lutra lutra.

#### Mamíferos
Las especies de mamíferos directamente relacionados con el medio dulceacuícola por su carácter acuático o semiacuático en la cuenca del Tajo son: la nutria paleártica (Lutra lutra), es un mustélido acuático autóctono que presenta adaptaciones al este medio, distribuida por toda la cuenca, excepto en aguas desfavorables o contaminadas; otro mustélido presente es el visón americano (Mustela vison), especie alóctona, que ha colonizado algunas áreas tras escaparse de granjas o por sueltas incontroladas.
El desmán de los Pirineos (Galemys pyrenaicus), se localiza generalmente por encima de los 700 m s. n. m., en arroyos y ríos de corriente constante y fuerte pendiente, en aguas bien oxigenadas y limpias, está localizado en las cabeceras de los afluentes del Tajo, que nacen en el Sistema Central, en las provincias de Cáceres, Ávila, Madrid y Guadalajara.
El musgaño de Cabrera (Neomys anomalus), mamífero insectívoro con excelentes cualidades natatorias y buceadoras, asociado a cursos de agua permanentes y bien oxigenadas y en zonas de alta humedad.
De las 23 especies de quirópteros que habitan la cuenca del Tajo, existe una íntimamente ligada a las masas de agua, dicha especie es el murciélago ribereño (Myotis daubentonii), que se alimenta de invertebrados ligados al medio acuático como las fases aladas de tricópteros, efemerópteros, etc.
Por último la rata de agua (Arvicola sapidus), está ligada a los medios acuáticos permanentes y puede encontrarse hasta los 2100 m s. n. m., se distribuye de forma dispersa por la cuenca.

## Distribución territorial

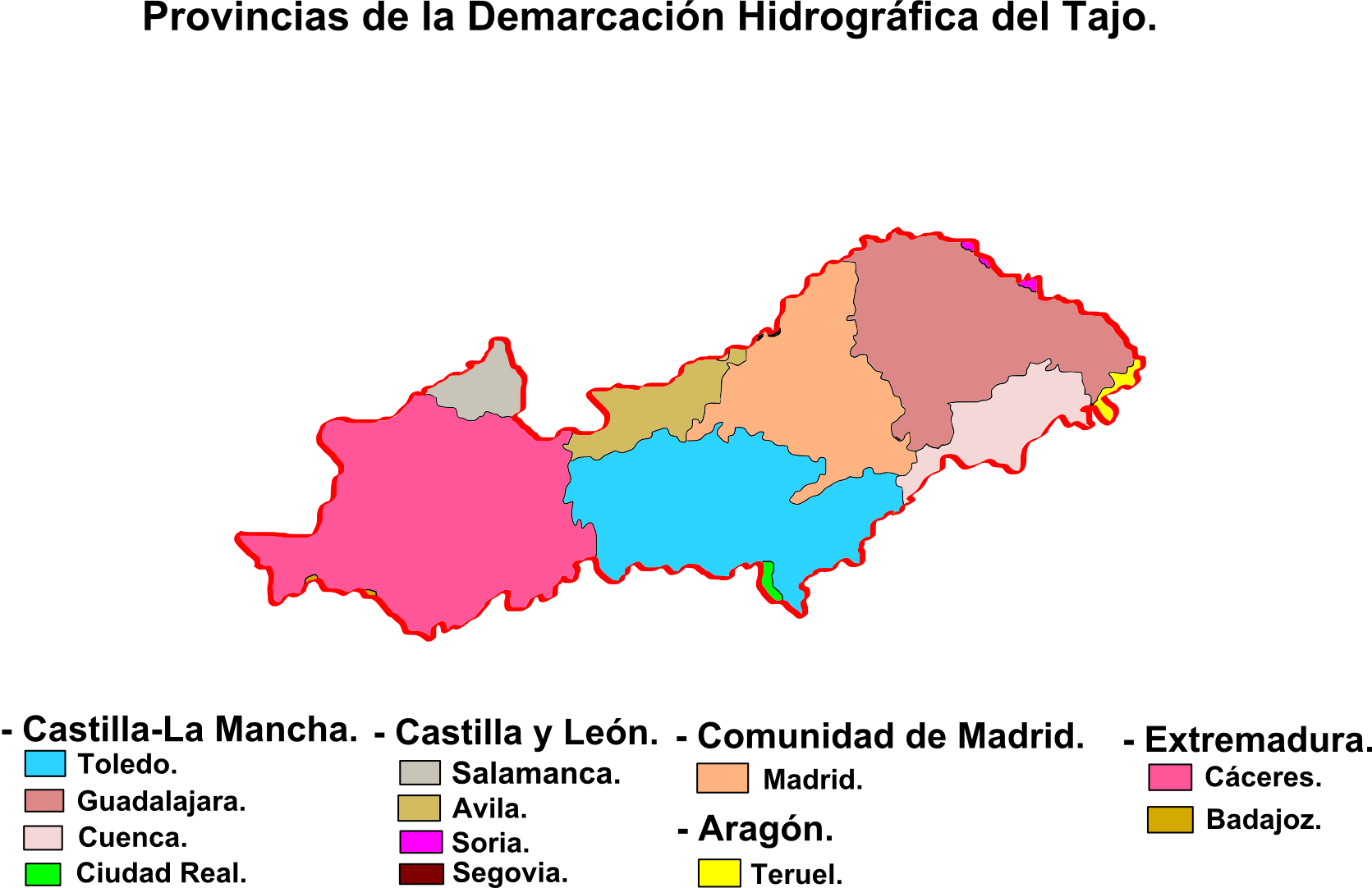
Provincias incluidas en la cuenca hidrográfica del Tajo.

El ámbito territorial de la cuenca del Tajo, 55 645 km² en la zona española, se extiende por cinco comunidades autónomas, totalizando doce provincias, asimismo se asientan cuatro capitales de provincia dentro de la cuenca, Madrid, Toledo, Guadalajara y Cáceres.
|                    | Participación | en   | la         | cuenca | % Respecto a | autonomías |
| Autonomías         | Extensión km² | %    | Habitantes | %      | Extensión    | Población  |
| ------------------ | ------------- | ---- | ---------- | ------ | ------------ | ---------- |
| Castilla-La Mancha | 26 699        | 48   | 587 184    | 9,6    | 33,7         | 34,4       |
| Extremadura        | 16 738        | 30,1 | 383 461    | 6,3    | 40,2         | 36,5       |
| Madrid             | 7983          | 14,4 | 5 030 958  | 82,5   | 99,8         | 100        |
| Castilla y León    | 3987          | 7,2  | 96 320     | 1,6    | 4,2          | 4,1        |
| Aragón             | 238           | 0,4  | 1190       | 0,0    | 0,5          | 0,1        |
| Total              | 55 645        | 100  | 6 099 113  | 100    |              |            |

## Infraestructura hidráulica

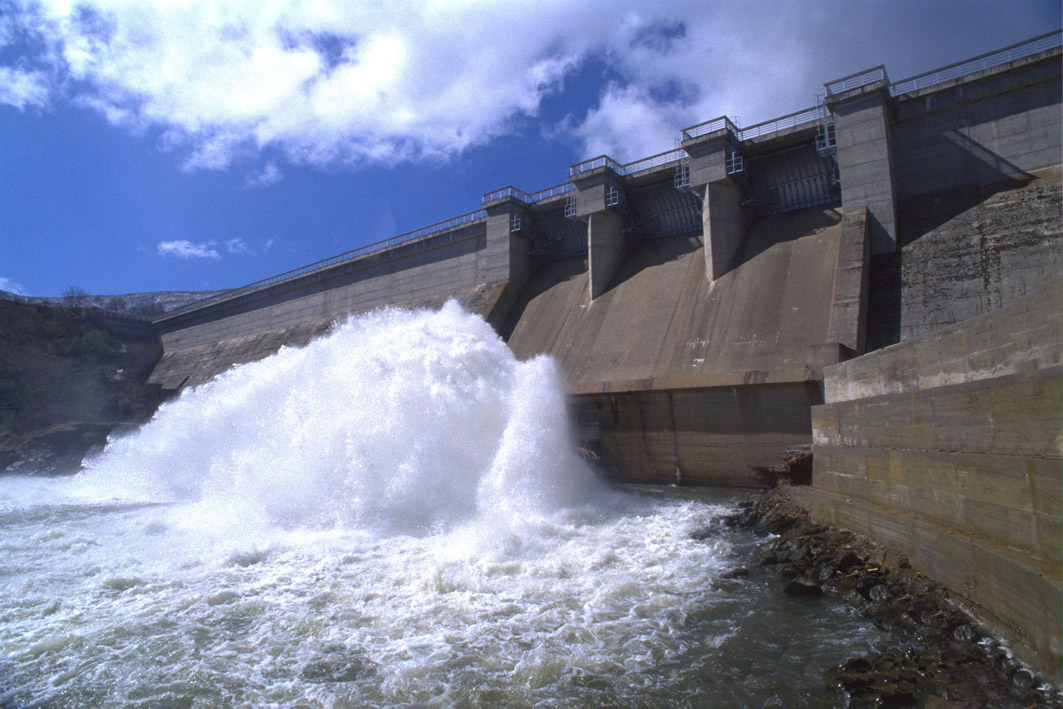
Presa de Pinilla.

El Plan Nacional de Obras Hidráulicas de 1902, elaborado por el Cuerpo de Ingenieros, incluía las obras necesarias para el riego de 181 850 ha, en la cuenca del Tajo.
En 1933, año en que se redacta un nuevo Plan, prácticamente no se había realizado ninguna obra programada anteriormente, tan solo los embalses de El Burguillo y el Charco del Cura, con una finalidad eminentemente hidroeléctrica, conseguían una regulación del río Alberche y podían permitir el regadío en la zona de Talavera de la Reina. Este nuevo Plan se incluían las obras no realizadas anteriormente reduciendo a 110 000 ha, la superficie regable, limitación impuesta por el proyectado trasvase a la zona del Levante de los recursos que, el Plan, suponía sobrantes en la cuenca; a partir de entonces, se inicia la planificación de los posibles aprovechamientos, que interrumpidos por la Guerra civil española de 1936, comenzaron a tener su desarrollo a partir de 1940.

### Trasvase Tajo-Segura

Trasvase Tajo-Segura.

La primera vez que se piensa en la cuenca del Tajo como parte de una solución al problema de escasez de recursos hídricos en el sureste, es en la España de los años 1930. A partir de 1960 se impulsaron de forma sistemática los estudios de recursos hidráulicos y se evaluaron los potenciales de regadío y abastecimiento.
Las infraestructuras del trasvase son, esencialmente, las siguientes:
- Dos embalses de regulación, Entrepeñas y Buendía, de 835 y 1639 hm³ de capacidad, conectados por un túnel que permite evacuar caudales del primero al segundo.

- El embalse de Bolarque, de 31 hm³, donde se halla situada la toma y desde donde se hace la distribución de las aguas.

- La elevación desde Bolarque hasta el pequeño embalse de La Bujeda, dimensionado para proporcionar, coordinadamente con Bolarque, la regulación hidroeléctrica. Está constituida por cuatro grupos capaces de elevar 66 m³ a 243 m de altura, con una potencia máxima de 208 MW. La central es reversible, el funcionamiento normal consiste en elevar a La Bujeda y turbinar desde La Bujeda a Bolarque para producir electricidad, 400 MW.

- El canal que parte de La Bujeda es capaz de transportar 33 m³/s y consta de dos partes; desde La Bujeda hasta cola del embalse de Alarcón, en la cuenca del Júcar y otra desde la salida de este último hasta el embalse del Talave, en la cuenca del Segura, con unas longitudes respectivas de cada tramo de 93 y 135 km; a lo largo de este trazado, existen varios acueductos, el más destacado es el del Cigüela de 6190 m de longitud y 44 m de altura, diversos túneles, 12 en el primer tramo con un total de 11 878 m y el del Talave es el segundo tramo, de 32 km de longitud. Además existen otras obras singulares, como la chimenea de equilibrio de Altomira, de 69 m de altura y varias plantas de producción de energía hidroeléctrica.

## Acontecimientos
Tabla con episodios de sequía meteorológica ocurridos en la demarcación del Tajo, hasta el final del siglo XIX.
| Año         | Acontecimiento |
| ----------- | --- |
| Prehistoria | Según Diodoro Siculo, una sequía despobló la península ibérica en tiempos prehistóricos. |
| 224 a. C.   | Sequía en el centro de la península ibérica, de 26 años de duración, produciendo ruina general. |
| 680         | Gran sequía, despoblamiento del centro de España. |
| 707 a 709   | Gran sequía, hambre y enfermedades en toda España, con mortandad de la mitad de la población. |
| 846-877     | Sequía de treinta y un años, llegando a su máximo el año 873, en el que se secaron las fuentes, fallaron las cosechas de cereales, se perdieron las vides y árboles frutales y murió el ganado por falta de abrevaderos. En el 800 se helaron el Mediterráneo y el Adriático. |
| 899         | Se repite la sequía, aunque no con tanta gravedad como la anterior. |
| 982         | Sequía general en toda España, no se pudo sembrar. |
| 1172        | Grandes fríos, helándose completamente el Tajo. |
| 1243        | Sequía en Europa y hambre tan extrema que produjo gran mortandad y casos de canibalismo. |
| 1257        | Gran sequía en Castilla, durante el invierno del 57 al 58. |
| 1302        | Gran sequía, hambre y mortandad en Castilla. |
| 1333        | Sequía, hambre y mortandad en Castilla y Galicia. |
| 1355        | Año de los más secos; sin grandes daños. |
| 1473        | Invierno muy seco. |
| 1503        | Sequía y hambre en Castilla. |
| 1506        | Sequía, hambre y peste en toda España. Año conocido como el del hambre. Se secaron muchas fuentes y ríos. Hubo que traer trigo de Sicilia y Rusia. |
| 1513        | Seca y carestía en Castilla hasta la siega. Después grandes aguaceros. |
| 1539        | Sequía en Castilla. |
| 1630        | Sequía y hambre en Castilla. |
| 1639-1640   | Sequías en ambas Castillas y generales en Europa, bajando muchos ríos y secándose muchas fuentes, que terminaron con grandes fríos. |
| 1650        | Sequía de treinta años en Castilla, hasta 1680, con plagas de langosta. |
| 1703        | Sequía en Castilla. |
| 1723        | Sequía en Castilla. |
| 1724        | Gran sequía en Castilla y en junio inundación en Segovia. |
| 1738        | Comenzó un año muy seco en Andalucía y Castilla, terminando tan frío que se helaron varios ríos en Castilla. |
| 1749        | Sequía en toda España. |
| 1750        | Continuación de la sequía. |
| 1752        | Continúa la sequía en Castilla. |
| 1764        | Sequía y hambre en Castilla. |
| 1767        | Sequía y frío intenso en Castilla y lluvias torrenciales al final. |
| 1789        | Sequía en Castilla y Murcia. |
| 1796        | Pertinaz sequía en Castilla, Aragón y Murcia. |
| 1803        | Año muy seco. |
| 1827        | Año muy seco. |
| 1878        | Muy seco en Castilla, Extremadura y Andalucía. |

### Grandes avenidas
Los ríos de la demarcación del Tajo han generado, antes de la regulación de estos, avenidas que muchas veces se han traducido en grandes inundaciones, provocando grandes daños, llegando a producir pérdidas personales y materiales. Las zonas con mayor número de inundaciones fueron: las zonas del río Tajo en Talavera de la Reina y Aranjuez, el río Jarama en San Fernando de Henares, el río Tiétar y el río Alagón.

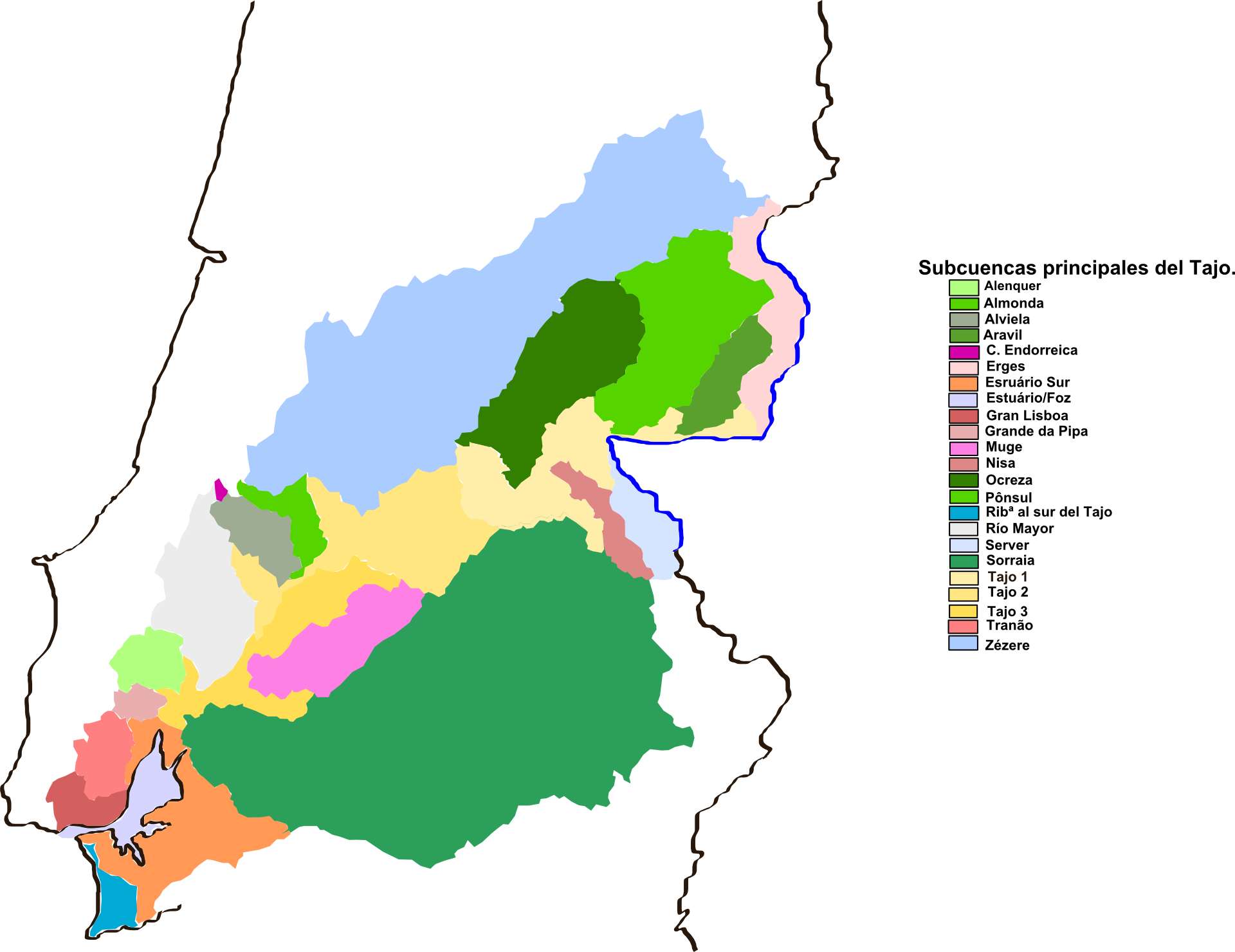
Subcuencas del río Tajo en Portugal.

## Tajo portugués
La superficie de la parte portuguesa de la cuenca supone más del 28 % de la parte continental de Portugal, estando incluidos íntegramente los distritos de Santarém y Castelo Branco y una parte significativa de los de Lisboa, Leiría, Portalegre, Guarda, Évora y Setúbal. Se encuentran total o parcialmente incluidos 94 "Concelhos", con una superficie superior a 30 000 km², donde residen cerca de 3,5 millones de habitantes (más de un tercio de la población del país). Está formado por 16 subcuencas hidrográficas correspondientes a los principales afluentes del río Tajo, una pequeña cuenca endorreica y sumándose las pequeñas cuencas que vierten al mar de la Paja y al océano Atlántico, entre la Costa da Caparica y en Cabo Espichel.

### Subcuenca de Alenquer
Pequeña subcuenca en la margen derecha del Tajo, con 282 km², que comprende parcialmente los concejos de Alenquer, Azambuja y Cadaval. Compuesta de dos conjuntos litológicos distintos, al oeste rocas calcáreas, fracturadas y paisajes karsificados, con escorrentía esencialmente subterránea y el otro conjunto representado por rocas recientes, cenozoico, arenosas, muy permeables en su gran mayoría.
Las especies de flora, endémicas, raras o vulnerables, ligadas a los medios edafo-higrófilos: Glinus lotoides, Euphorbia uliginosa, Myosotis lusitanica y Juncus valvatus. Los valles encajados presentan márgenes inaccesibles y cubiertas de vegetación arbustiva y arbórea bien conservada. La presencia del lagarto verdinegro en alguna de las riberas asociadas a los valles agrícolas, que con su distribución fragmentada y la degradación de los márgenes ribereños, son dos aspectos a considerar para la conservación de la especie.

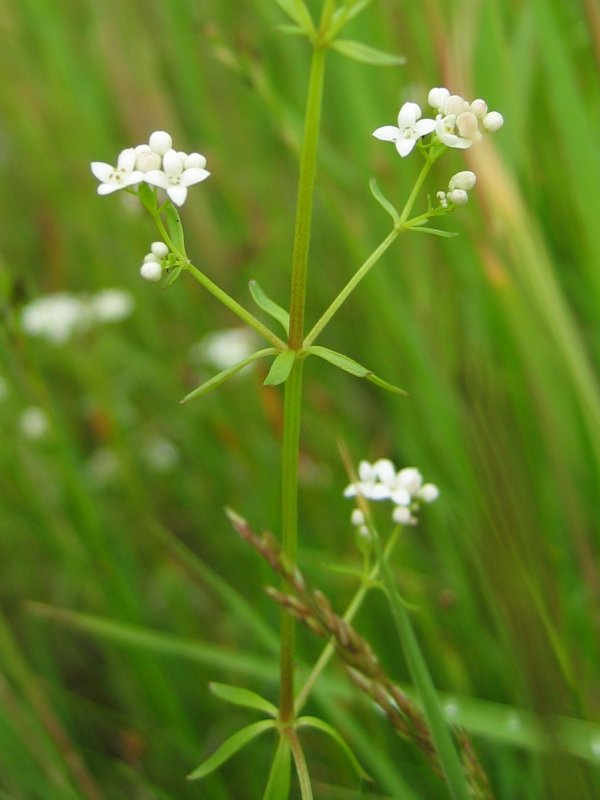
Galium palustre.

### Subcuenca de Almonda
Subcuenca de pequeñas dimensiones del margen derecho del Tajo, de 274 km², incluyendo los concejos de Alcanena, Entroncamento, Golega, Porto de Mós, Santarém y Torres Novas. Constituida por rochas calcáreas fracturadas, con escorrentía eminentemente subterránea, contribuyendo como estructura de recarga de los acuíferos libres, semiconfinados y confinados del área.
Dentro de la zona existen varias áreas de especial protección:
- Parque natural Sierra de Aire y Candeeiros.
- Reserva Natural del Paul do Boquilobo.
- Zona de Protección Especial del Paul do Boquilobo.

La zona más importante, de la subcuenca, es Paul do Boquilobo, cuya flora ha sido muy degradada en los últimos años, parte de las especies identificadas allí hace veinte años no han sido observadas recientemente. Las especies que se asientan son, Oenanthe fistulosa, Butomus umbellatus, Damasonium alisma y Galium palustre.

### Subcuenca de Alviela
Subcuenca de 331 km², de la margen derecha del Tajo, en los concejos de Idanha-a-Nova y Castelo Branco. Subcuenca con cobertura sedimentaria, con un afloramiento granítico localizado en su borde oriental.
Las especies de flora presentes Salix salvifolia subsp. australis y la importancia de los escarpes rocosos para las aves rupícolas, especialmente para las rapaces nocturnas y diurnas y la cigüeña negra.
En estas zonas se pueden localizar mamíferos que utilizan los cursos de agua y sus márgenes como medios de desplazamiento entre territorios (caso de gato montés, lobo ibérico, lince ibérico, nutria, etc.)

### Subcuenca de Erges
La subcuenca del río Erges, que forma frontera con España en gran parte de su recorrido, con un área de 593 km² en los concejos de Idanha-a-Nova y Penamacor. Litológicamente dominada por rochas impermeables, crestas cuarcíticas y una cobertura sedimentaría reciente (cenozoica), que puede adquirir características de un acuífero libre.
En esta subcuenca asumen un papel destacado los escarpes rocosos, donde anidan gran multitud de aves rupícolas y está incluida en la Zona de protección especial del Tajo Internacional.

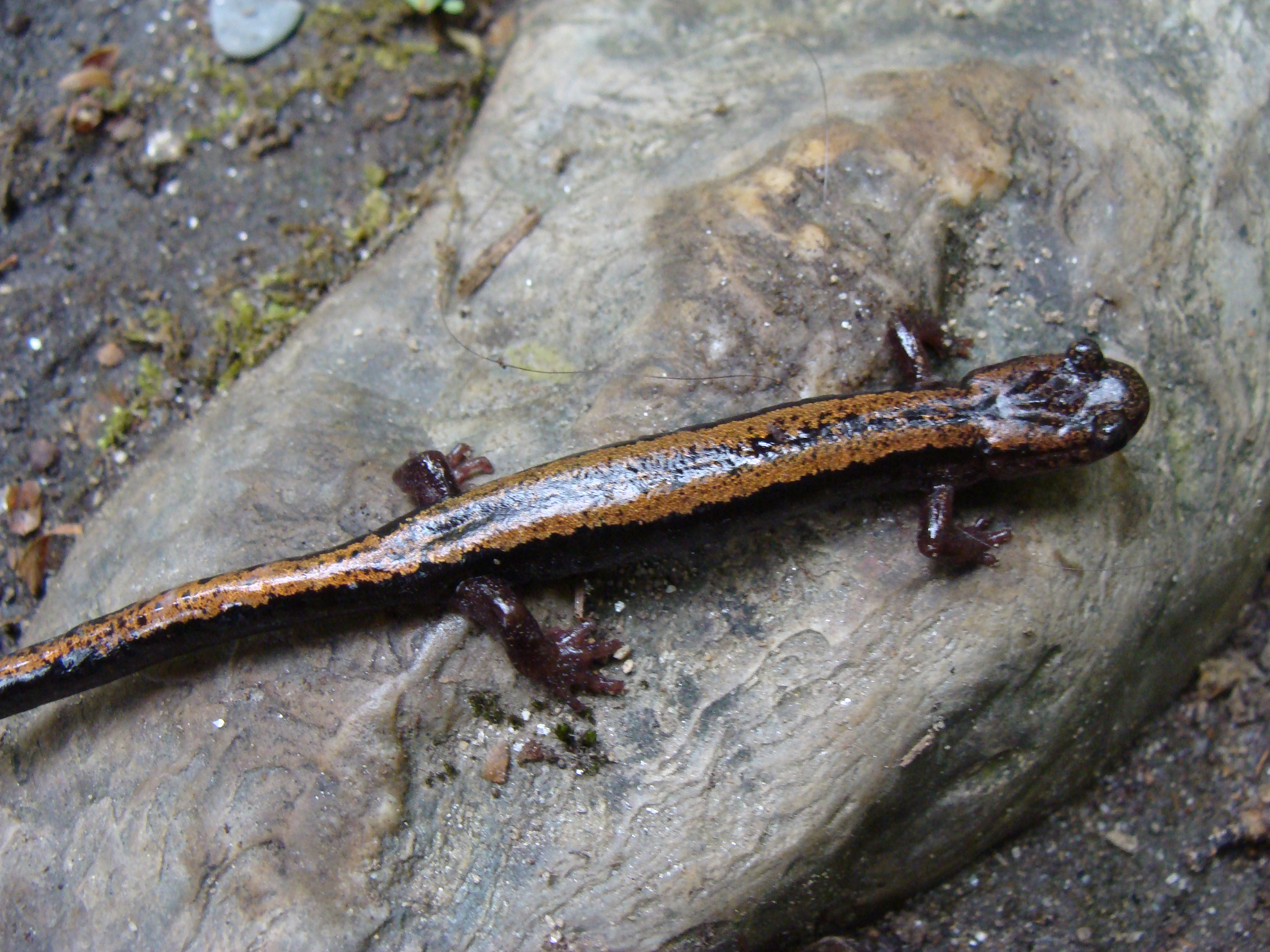
Chioglossa lusitanica.

### Subcuenca de Cécere
La cuenca del río Cécere es una de las mayores subcuencas del río Tajo en Portugal, con 5076 km² (cerca del 20 % del total). Incluye los concejos de Alvaiázere, Belmonte, Castanheira de Pera, Ferreira do Zêzere, Sertã y Vila de Rei y parte de otros veinticuatro. Se extiende por una extensa área de la zona más al norte de la cuenca, dominada por afloramientos graníticos en la parte sur de esta subcuenca, originando estrechos valles.
La flora, endémica o vulnerable ligada a medios higrófilos son: Osmunda regalis, Montia fontana subsp. amporitana, Glinus lotoides, Gratiola linifolia, Ludwigia palustris. Esta zona es rica y variada desde el punto de vista de hábitat que potencia la calidad de la fauna que alberga, así en los cursos superiores del Cécere y sus afluentes, destacan las especies de Chioglossa lusitanica y Galemys pyrenaicus. En la parte media del curso fluvial, destacan para la nidificación de aves rupícolas como el búho real.